# Научно-фантастический фильм

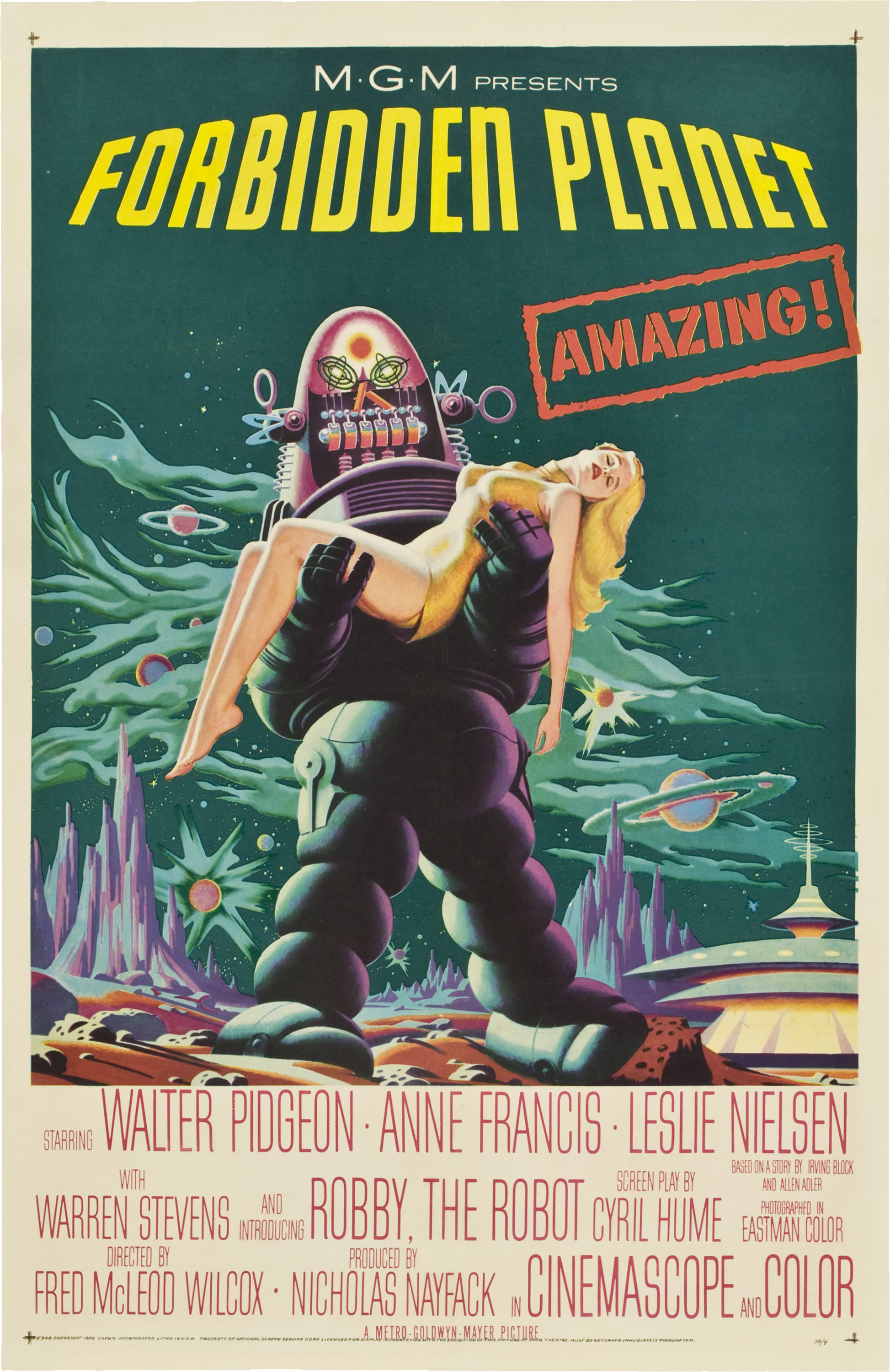
Постер фильма «Запретная планета», 1956 год. Данный фильм — первая высокобюджетная лента, использовавшая качественные спецэффекты для изображения инопланетных панорам

Нау́чно-фантасти́ческий фильм — кинематографический жанр, в котором используются спекулятивные, вымышленные научно-обоснованные изображения явлений, которые не полностью приняты основной наукой, таких как внеземные формы жизни, космические аппараты, роботы, киборги, мутанты, межзвездные полёты, путешествие во времени или другие технологии. Научно-фантастические фильмы часто используются для сосредоточения внимания на политических или социальных вопросах и для изучения философских вопросов, таких как состояние человека.
Научно-фантастические фильмы часто происходят в будущем и затрагивают политические или социальные проблемы. Как правило сценаристы пробегают к популярным научно-фантастическим тропам в литературе, которые частично, вовсе не научно правдоподобны или лишены сюжетной логики.
Научно-фантастическое кино существует с появлением немого кино, примером первого фантастического кинематографа можно назвать ленту Жоржа Мельеса «Путешествие на Луну», где для достижения спецэффектов, создатели пробегали к трюковой фотографии. Другим ярким примером в раннем кинематографе можно назвать «Метрополис» 1927 года, который стал первой высокобюджетной и полнометражной научно фантастической картиной. С 1930-х по 1960-е годы, жанр научной фантастики считался нишевым и применялся как правило в низкобюджетных кинолентах, именуемых би-муви. В 1960-е года большой популярностью пользовался сериал «Звёздный путь». После выхода киноленты Стэнли Кубрика «Космическая одиссея 2001 года» жанр научно-фантастического кино стал восприниматься более серьёзно, а в конце 1970-х годов, колоссальный успех кинотрилогии Джорджа Лукаса «Звёздные Войны» заложил на следующие десятилетия выпускать высокобюджетные научно-фантастические блокбастеры.

## Характеристики жанра
Научно-фантастические фильмы имеют как правило умозрительный, спекулятивный характер и трактуются достаточно широко, по сути включая в себя любые темы, даже косвенно связанные научными и технологическими достижениями, это может быть фильм как и об инопланетянах, роботах, так и о последствии лабораторных экспериментов. При этом данный жанр затрагивает не только темы научных достижений, но и псевдонаучные темы, полагаясь в первую очередь на атмосферу и квази-научную художественную фантазию, а не на факты и обычные научные теории. Часто научно-фантастические фильмы включают элементы мистики, оккультизма, магии или сверхъестественного, где главный герой может приобрести некие сверх-способности приближаясь таким образом к жанру фэнтези. Фильмы, совмещающие в себе элементы научной фантастики, приключения и фэнтези часто прибегают к жанру космической оперы, где в далёком будущем или другой вселенной возможны межзвёздные перелёты и контакт со внеземными цивилизациями, в таких же фильмах популярна идея совмещения эмпиризма и трансцендентализма о магии и религии, в попытке примирить человека с неизвестным. Например концепция «силы» во вселенной «Звёздный Войн».
Также популярно совмещение научной фантастики и жанра ужасы, катастрофы, где демонстрируются враждебные инопланетные создания или искусственный интеллект, ставящие перед собой цель истребления или охоты на людей. Совмещение научной фантастики с драмой, триллером и нуаром как правило затрагивает тему антиутопии, философского размышления о человеческой эволюции к технологическому совершенству, технофобии, последствия неолуддизма и гражданские права искусственного интеллекта. Деление данных жанров условно, часто научно фантастические фильмы в той или иной степени совмещают в себе по несколько жанров.
Визуальный стиль научно-фантастического фильма может характеризоваться столкновением между чужими и знакомыми образами. Например враждебно настроенные к людям существа (пришельцы или искусственный интеллект) показаны в чуждом, устрашающем образе, как например ксеноморф из серии фильмов «Чужой» или роботы из фильма «Терминатор», они могут также часто мимикрировать под людей. Наоборот «чужие элементы», призванные завоевать доверие, симпатию у зрителя к «чужому элементу» наделяются человеческими, знакомыми качествами. И наоборот, превращение знакомых образов в чуждые, например когда люди (в результате мутации или заражения например) теряют человеческие черты, качества и становятся враждебными и опасными. Также менее популярен приём, где демонстрируется контраст между чуждым обликом и стремлением к социальному, человеческому поведению, как это например показано в фильме «Инопланетянин», в данных случаях существо может столкнуться со враждебным отношением к себе, то есть фильм выставляет людей ксенофобами.
Часто научно-фантастические фильмы показывают нечто чуждое в контексте знакомого. Так, например инопланетные цивилизации в фильмах или сериалах — космических операх как правило связаны с определёнными образами человеческой культуры или отношением людей к окружающей действительности. Хотя научно-фантастический фильм стремится раздвинуть границы человеческого опыта, он остаётся связанным с условиями и пониманием аудитории и, таким образом, содержит прозаические аспекты, а не является абсолютно чуждым или абстрактным.
Если многие популярные киножанры, как вестерны или военные драмы привязаны к определённому временному промежутку, то научно фантастические фильмы не ограничивают себя временем и местом действия. Тем не менее, есть несколько общих визуальных элементов, которые напоминают о жанре. К ним относятся космический корабль или космическая станция, инопланетные миры или существа, роботы и футуристические гаджеты.

## История
Научно-фантастическое кино изначально зависело от научно-фантастической литературы и представляло собой экранизации известных литературных романов. Начиная с середины XX века, особенно с 70-х годов, Романы и Фильмы постепенно становятся двумя независимыми явлениями. Если научно-фантастический роман делает особый акцент на диалогах и метафорах, то фильмы же имеют упрощённый сюжет и делают акцент на окружающем пространстве и спецэффектах. Наиболее знаковыми режиссёрами научно-фантастических фильмов принято считать Джорджа Лукаса и Стивена Спилберга. Сама научная фантастика в своё каноническом виде зародилась в 1950-е года, до этого научная фантастика была дополнениям к таким популярным жанрам, как ужасы, катастрофа или приключения.
Научная фантастика долгое время пыталась утвердить себя, как полноценный жанр. Так, если в 1971 году доля кассовых сборов кинолент, так или иначе связанных с научной фантастикой составляла всего 5 % от кассовых сборов в США, к 1982 эта доля выросла с 50 %, а в 2010 году составляла почти 90 %.

### Немое кино
Научно-фантастические фильмы появились ещё в эпоху немого кино. Возможность демонстрировать не существующие фантазии на экране, прибегая к спецэффектам и трюкам монтажа стало инновационным элементом зарождающегося кинематографа, вызывающим чувства изумления у публики. Такие фильмы как правило не имели сюжета и привлекали зрителя прежде всего своими спецэффектами. Первоначально это были короткие фильмы с продолжительностью в одну или две минуты, снятые в чёрно-белых тонах, но иногда с добавлением цвета на плёнку. Такие короткие ленты как правило затрагивали темы научных достижений и носили комедийный характер. Фильм «Путешествие на Луну» Жоржа Мельеса 1902 года выпуска принято считать первой задокументированной научно фантастической лентой. В создании спецэффектов принимали участие известные писатели Жюль Верн и Герберт Джордж Уэллс. Спецэффекты, показанные в 14-минутном фильме были новаторскими в то время, фильм пользовался большим успехом и повлиял на будущее формирование научный фантастики, как киножанра. 

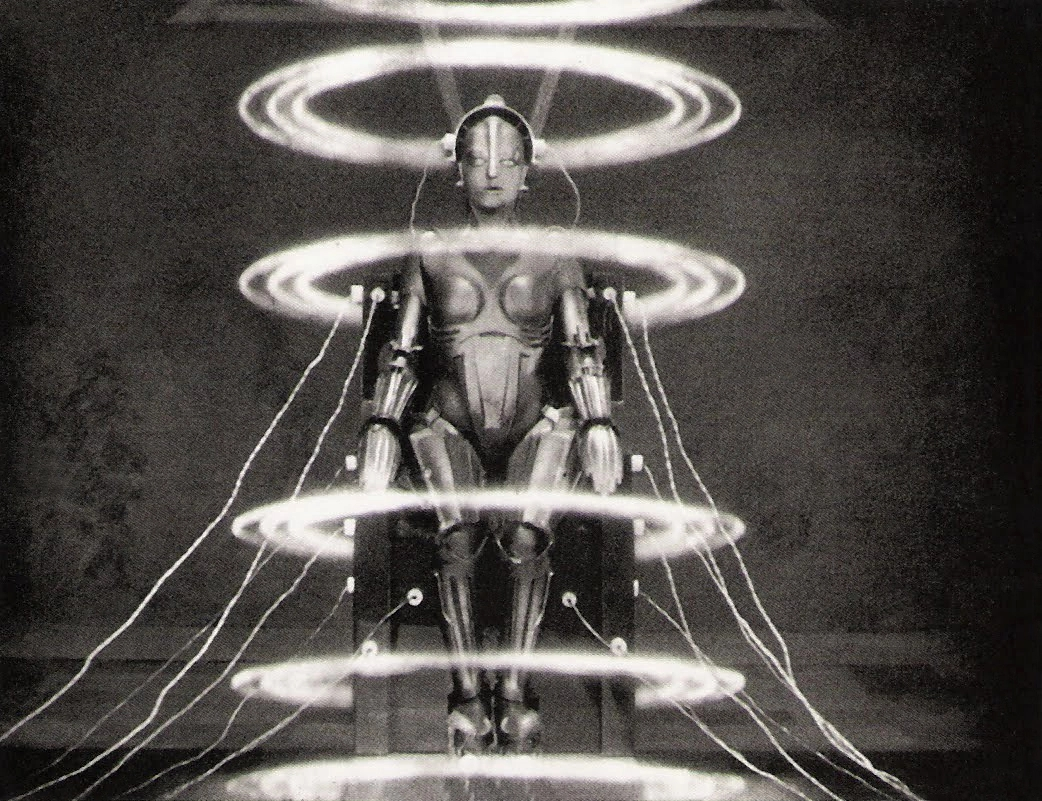
Робот-мария из фильма «Метрополис»

По мере развития постановочных и прокатных возможностей кинематографа, длина фильмов увеличивалась, что создавало возможность включать в фильм не только короткий скетч или сценку, а достаточно развёрнутый сюжет. Такие фильмы могли демонстрироваться уже самостоятельно, поэтому имели довольно серьёзный зрительский резонанс и распространялись в большем количестве копий. В это время начинают появляться экранизации научно-фантастической литературы, но, поскольку короткая продолжительность ленты не позволяла перенести всё произведение на экран, кинематографисты обычно или выбирали один ключевой эпизод книги, или же делали адаптацию, сводившею сюжет до нескольких существенных эпизодов.

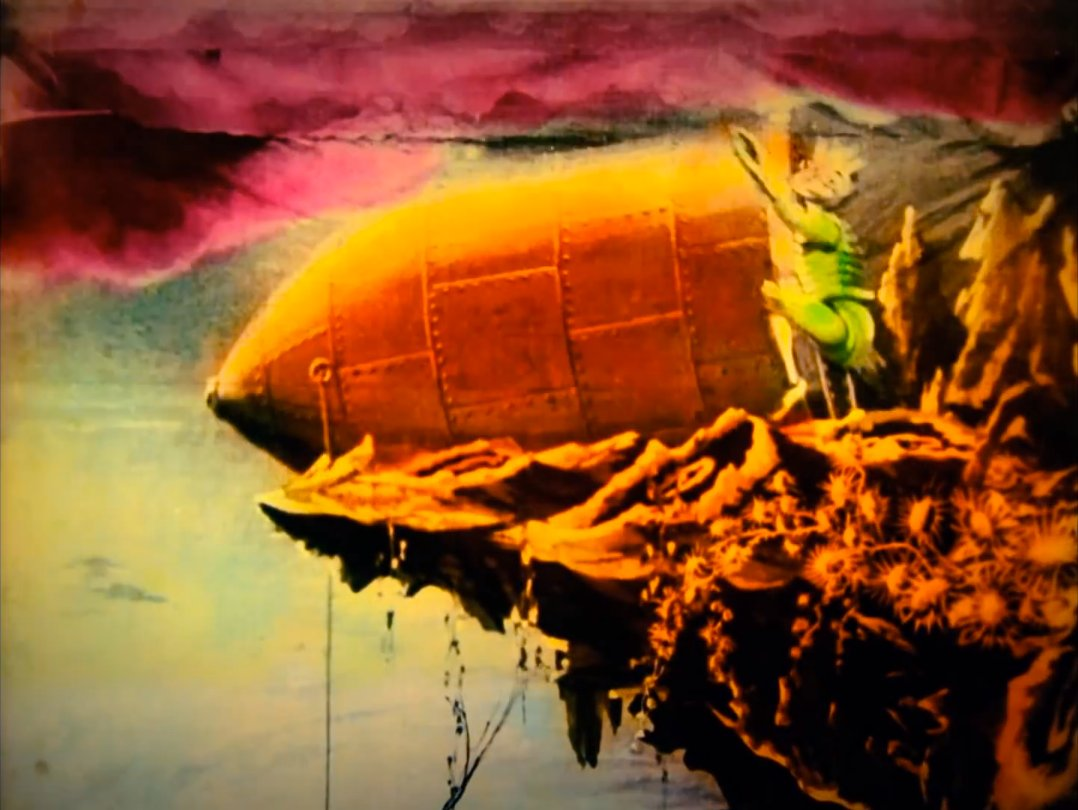
Кадр фильма «Путешествие на Луну», 1902 год

Ранние научно фантастические ленты как правило были экранизациями научно-фантастической литературы. Так, роман Жюля Верна «Двадцать тысяч льё под водой» был адаптирован несколько раз, например в фильме 1916 года, ставшем одним из первых полнометражных научно-фантастических фильмов. Среди других адаптаций выделяются фильмы киностудии «Эдисон» — «Франкенштейн» и «Доктор Джекилл и мистер Хайд», второй фильм в свою очередь положил начало архетипа безумного учёного в кинематографе. Данные фильмы также являются первыми образцами совмещения научной фантастики и жанра ужасов. В 1920-е годы большим успехом пользовался фильм «Затерянный мир». Это был один из ранних примеров покадровой съёмки и где была показана ныне популярная фантастическая концепция монстров, динозавров и скрытых миров.
Между тем, научно фантастический кинематограф демонстрировал явное отличие в США и Европе. Так, европейские кинематографисты использовали данный жанр для прогнозирования и социальных комментариев. Советский фильм «Аэлита» затрагивал тему социальной революции в контексте путешествия на Марс. Самым видным создателем научно фантастических фильмов выступал немецкий экспрессионист Фриц Ланг. Его фильм «Метрополис» 1927 года выпуска стал самым дорогим фильмом из всех ранее выпущенных. Фильм по праву считается примером первого качественного футуристического блокбастера, где демонстрируются грандиозные декорации экзотического футуристического города, а спецэффекты и визуальные декорации исполнялись с применением оптических трюков. Сюжет будущего 2026 года затрагивал такие элементы, как искусственный интеллект, безумный учёный, антиутопическое общество и социальное расслоение на бедных и богатых. Фильм сегодня признан шедевром кинематографии, оказавшим значительное влияние на формирование научной фантастики, антиутопии и катастрофизма в целом. Также другая работа Ланга 1929 года — «Женщина на Луне» создавалась, как научно достоверная лента, так консультантом по спецэффектам выступал инженер Герман Оберт, один из инициаторов создания ракетной техники в будущем. В фильме также был показан обратный отсчёт до запуска ракеты ещё за долго до полёта человека в космос.

### 1930-е — 40-е годы

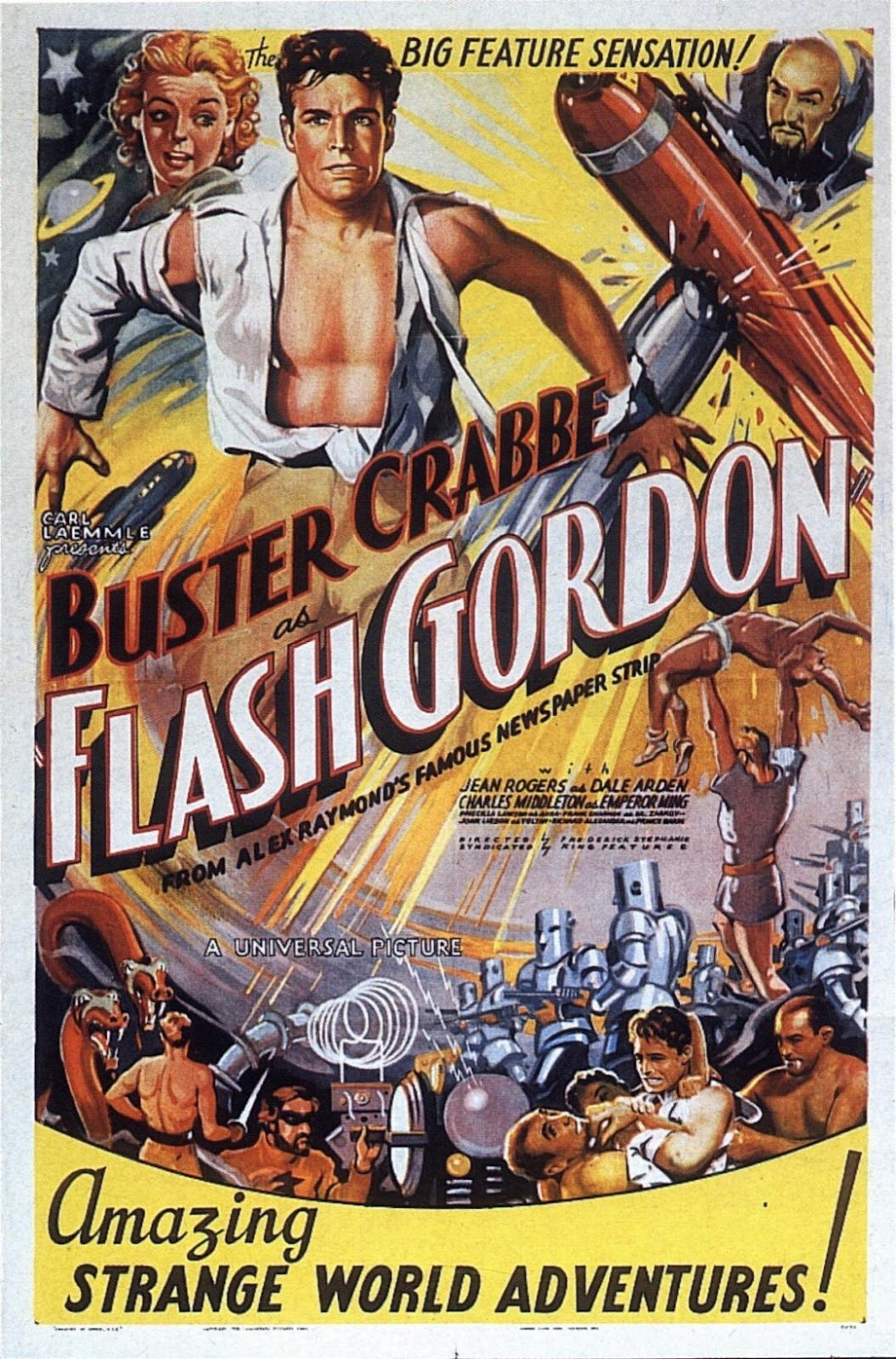
Постер сериала Флэш Гордон, 1936 год

Появление звука вызвало в кинематографе радикальные преобразования, что привело к быстрой смене лидеров, поколений и приоритетов. В научной фантастике новые веяния не просто сменили приоритеты, но и создали возможность выхода научно фантастического направления практически на первый план зрительского интереса. Также свою роль сыграли и последствия от великой депрессии, которая началась в 1929 году. Стремление уйти от действительности и абстрагироваться приводит к популяризации фантастических и мистических жанров кино. Научно-фантастические фильмы были среди первых лент, в которых появился звук. В 1931 году во Франции вышел фильм «Конец света» где впервые затрагивалась тема апокалипсиса в результате падения кометы. Похожею тему двумя годами позже затронул американский фильм-катастрофа «Потоп», где согласно сюжету Нью-Йорк оказывается разрушенным в результате землетрясения и гигантской приливной волны. С появлением звука мюзикл, стал на время главным направлением в кино, однако первая же попытка поставить музыкальную научно-фантастическую комедию «Представьте себе» (1930) обернулась полным провалом, студии больше не хотели инвестировать в дорогие футуристические декорации, необходимые для фильмов подобного жанра. Выпущенный в 1936 году британский фильм «Облик грядущего», показывающий футуристический XXI век и прогнозировавший наступление Второй мировой войны также кассово провалился. В результате фильмы, затрагивающие спекулятивные научно фантастические темы и будущее были забыты вплоть до 1950-х годов.
Вместо этого, в 30-е годы большой популярностью пользовались малобюджетные, короткометражные сериалы, изображающие футуристические, героические приключения. боевики, мелодраматические сюжеты, космические оперы, ориентированные на подростковую аудиторию. Первым таким сериалом была «Призрачная империя» (1935) с Джином Отри в главной роли, сюжет повествует о продвинутой подземной цивилизации, которая использует лучевые пушки и экраны телевизионной связи. Популярными также были сериалы, как «Флэш Гордон», подвиги Бака Роджерса, квази-научная фантастика о Дике Трейси и другие. Для этих фильмов характерно отсутствие художественной глубины и достоверности, это были довольно простые и чисто коммерческие постановки. Серии демонстрировались в кинотеатре перед показом основного фильма. Съёмки таких сериалов проводились обычно с максимальной экономией — на декорациях, оставшихся от съёмок других фильмов и с использованием подручного реквизита. Однако, эти фильмы имели большой успех и в комбинации с распространением комиксов и появлением чисто подростковых журналов фантастики, сыграли заметную роль в формировании специфической аудитории жанра.

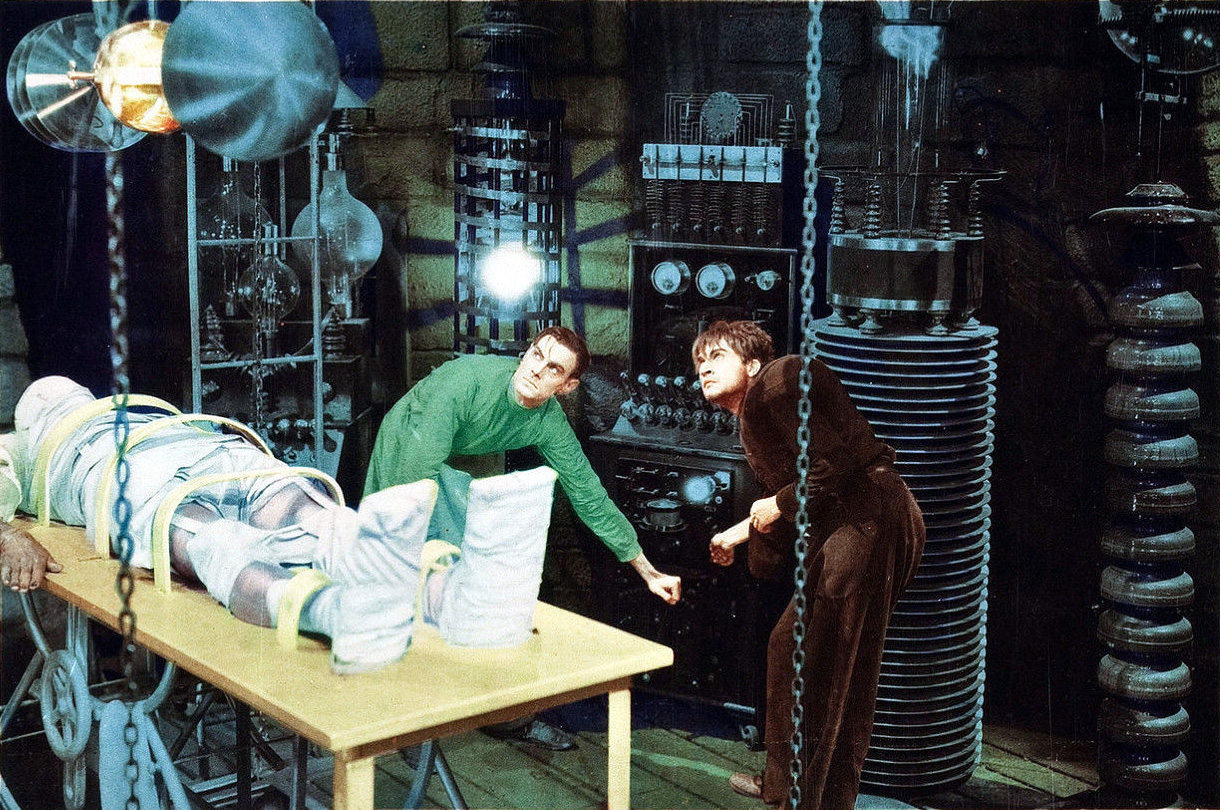
Кадр из фильма Франкенштейн

Другие элементы научной фантастики были перенесены в расцветающий жанр ужасов, вызванный огромным успехом «Франкенштейна» студии Universal и её сиквела «Невеста Франкенштейна». Студия выпустила ряд научно фантастических фильмов ужасов, как «Человек-невидимка» и «Доктор Джекилл и мистер Хайд». Данные фильмы затрагивают образы безумных учёных и вышедших из под контроля лабораторных экспериментов. Похожая концепция затрагивает сюжеты фильмов «Летучая мышь вампир», «Доктор Икс» и «Доктор циклоп». 1930-е годы сопровождается популярностью фантастических фильмов ужасов, связанных с учёными, монстрами и научными исследованиями.
В Европе развитие научной фантастики шло совсем другим путём. Здесь не было такой выраженной централизации кинопроизводства, как в США, а особенности национальной кинематографии придавали фильмам своеобразие и свежесть, которых так часто не хватало голливудской продукции. Чувствуя постоянное давление со стороны американских конкурентов, европейские кинорежиссёры и продюсеры часто делали акцент именно на своеобразии своих фильмов — и на этом выигрывали. Самым удачным европейским фильмом этого периода стал философско-футуристический «Облик грядущего» 1936 года выпуска.
Жанр научной фантастики и ужасов также оставался популярным во время Второй Мировой Войны, в 1940-е года большим спросом пользовались патриотические сериалы о супергероях с нацистами в роли злодеев, такие, как анимационные короткие сюжеты Супермена, которые рассматриваются, как военная пропаганда. Однако научная фантастика как самостоятельный жанр был практически забыт на протяжении всей войны.

### Послевоенный период и 1950-е годы
На дальнейшее развитие жанра научной фантастики повлияли два фактора. Во первых разработка атомной бомбы повысила у населения интерес к науке, а также обеспокоенность возможными апокалиптическими последствиями ядерной войны. Начало холодной войны усилило среди западного населения параноидальный страх перед гипотетическим советским вторжением. Это привело к значительному увеличению числа научно-фантастических фильмов, созданных в течение 1950-х годов, в это же время выпускалось большое количество литературы, данные события принято причислять к золотому веку научной фантастики.

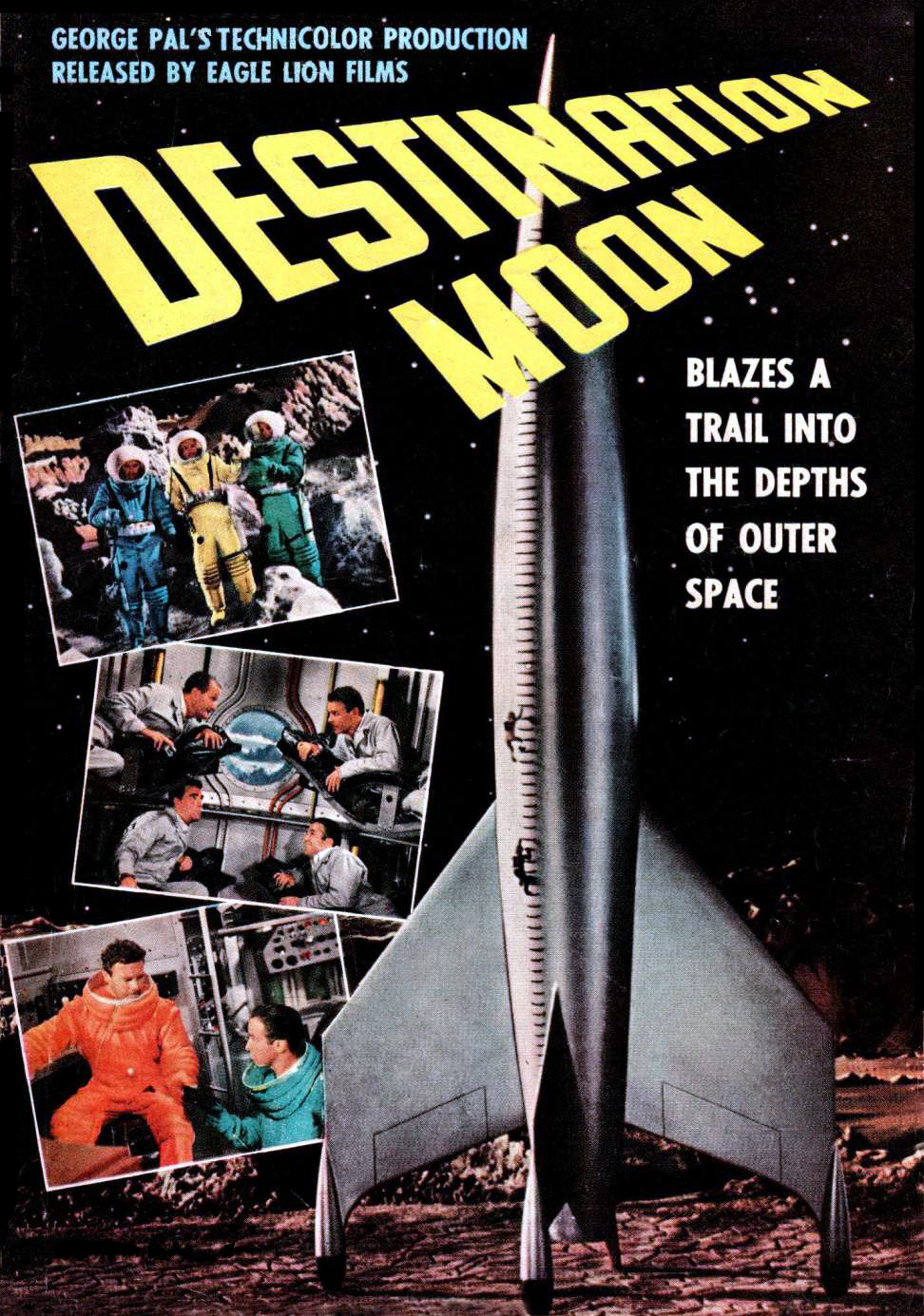
Постер к фильму «Место назначения — Луна», 1950 год

Одним из ранних и самых важных фильмов той эпохи стал выпущенный в 1950-м году «Место назначения — Луна». Фильм затрагивает тему конкуренции с СССР, согласно сюжету, четыре человека несут ядерную установку на Луну, на ракетном корабле. Сценаристами выступали известные писатели-фантасты Роберт Хайнлайн и Чесли Боунстелл. Фильм имел большой коммерческий и художественный успех. Крупные студии начали финансирование научно фантастических лент. Продюсером «Место назначения — Луна» также выступал Джордж Пал, который также затем принимал участие в создании научно фантастических лент, таких, как «Когда миры столкнутся», «Машина времени», «Война миров» и псевдодокументального фильма об освоении космоса — «Покорение космоса». Последний фильм стал коммерческим провалом, отбросившим карьеру Пэла, однако остальные четыре ленты получили премию Оскар за лучшие визуальные эффекты, что продемонстрировало возросшее техническое превосходство и признание жанра критиками.

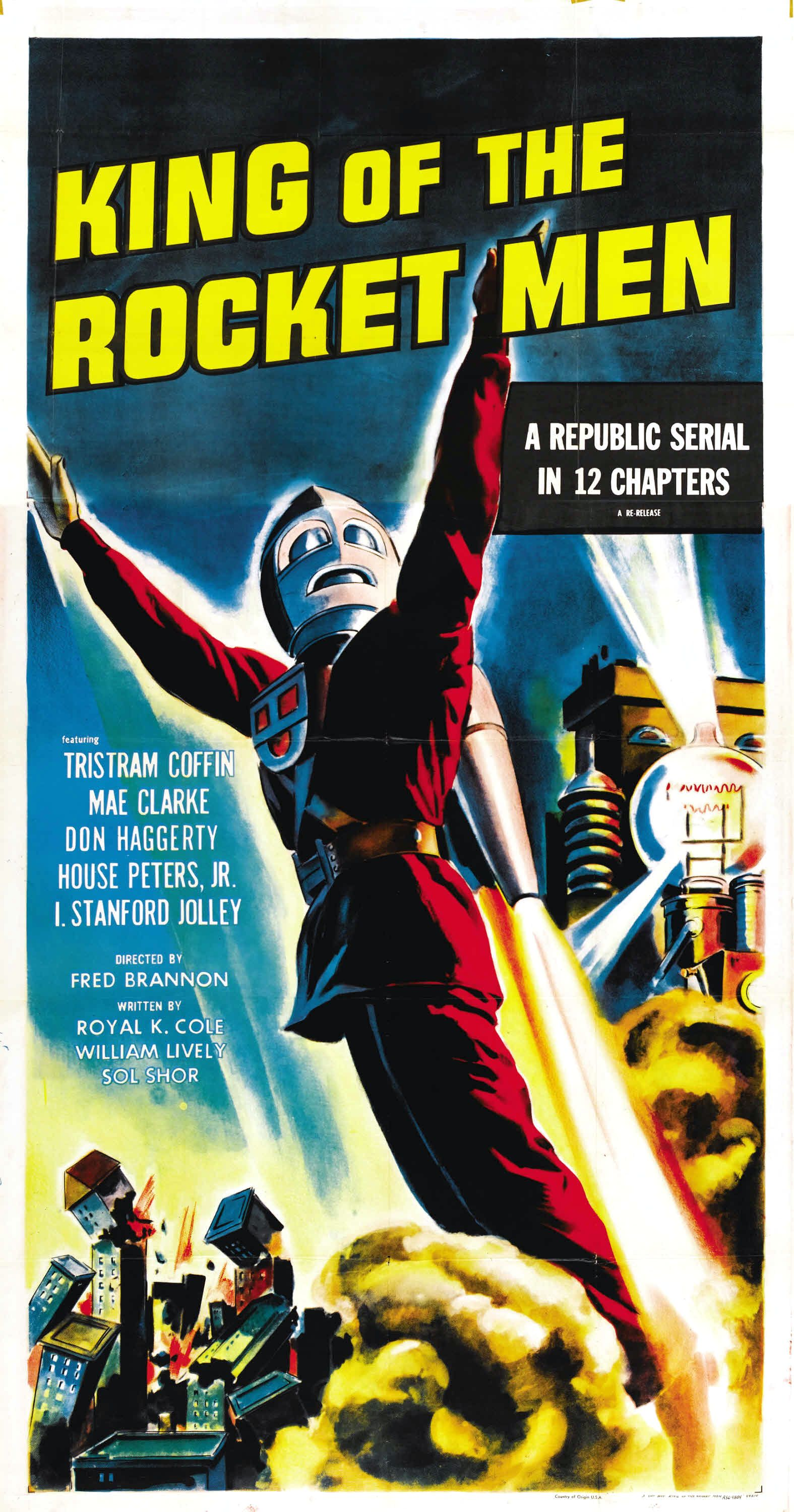
«Король ракетчиков», 1949 год

В 1950-е года значительно возрос интерес к фильмам о пришельцах. Многие из них содержали политические комментарии, а также идею похищения людей инопланетянами, сокрытия информации государственными и военными службами и в целом теории заговора, укрепившиеся в общественном сознании, особенно после инцидентов в Каскадных горах и Розуэлле в 1947 году. Примерами фильмов подобного жанра принято считать «День, когда Земля остановилась», режиссёра Роберт Уайз, и работа Говарда Хокса — «Нечто из другого мира» с их противоположными взглядами на первый контакт. В то время, как первый фильм показывал мирную расу пришельцев, призывающую людей контролировать использование ими ядерного оружия, вторая картина демонстрировала враждебное инопланетное существо, преследовавшее членов экспедиции в Арктике. Идея инопланетного вторжения, как аллегории была впервые использована в фильме Дона Сигела 1956 года — «Вторжение похитителей тел». Признанная классикой, лента часто рассматривалась, как завуалированная критика маккартизма или предостерегающая история о проникновении коммунистов.
Другой фильм о пришельцах «Земля против летающих тарелок» использовал инновационные и передовые в то время спецэффекты созданные Рэем Харрихаузеном, мастером анимации, ранее работавшим со знаменитым аниматором Уиллисом О’Брайеном, в свою очередь работавшим над анимацией фильма «Кинг Конг». Харрихаузен также работал над известными фильмами «20 миллионов миль к Земле» и «Чудовище с глубины 20 000 саженей» 1953 года. Последний фильм был основан на рассказе Рэя Брэдбери, повествующем о вымышленном доисторическим монстре Рэдозавре, который вышел из состояния анабиоза вместе с таянием льдов в результате ядерных испытаний США и начинает разрушать города северной Америки. Колоссальный успех фильма дал начало жанру катастрофы о монстрах. Данные фильмы совмещали в себе элементы научной фантастики и ужасов, а также затрагивали тему беспокойства по поводу применения ядерных технологий или опасности космического пространства. После успеха «Чудовища с глубины 20 000 саженей» вышли такие фантастические ленты, как «Они!», «Из глубины моря», «Тарантул», где изображены животные-монстры, получившие свои огромные габариты в результате ядерных испытаний. Другие фильмы, такие, как «Оно! Ужас из космоса», «Капля», «Злая красная планета», «Кронос» демонстрируют инопланетных монстров, а фильмы «Муха», «Невероятно огромный человек» и «Невероятно уменьшающийся человек» затрагивали темы генетических манипуляций над человеком.

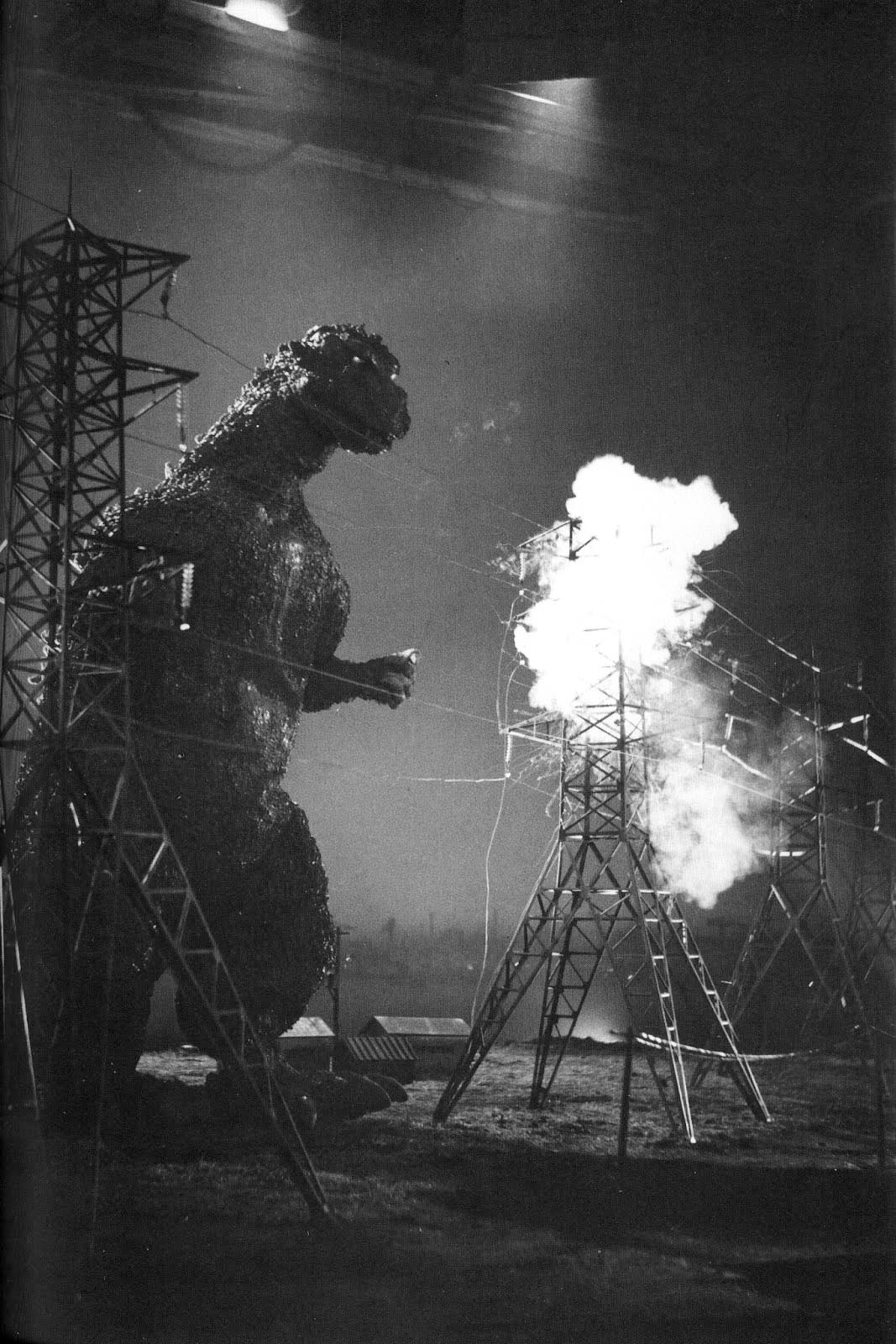
Годзилла, 1954 год. Японский фильм принято считать самым успешным жанра гигантские монстры.

Данная тенденция не ограничивалась соединёнными штатами. В Японии также выпускалось множество научно фантастических лент и монстрах, которых принято называть кайдзю. Многие из данных фильмов выпускала студия Toho. Так, большую известность приобрёл фильм «Годзилла» 1954 года выпуска, изображающий монстра, напавшего на столицу Японии Токио, успех фильма породил ряд сиквелов, а также другие фильмы о кайдзю, например таких, как в фильме «Радан», они стали одними из самых узнаваемых монстров в истории кинематографа. Японские научно-фантастические фильмы, в частности жанры токусацу и кайдзю, были известны своим широким использованием спецэффектов и завоевали всемирную популярность в 1950-х годах. Фильмы о кайдзю и токусацу, в частности «Предупреждение из космоса» 1956 года вызвали интерес Стэнли Кубрика к научно-фантастическим фильмам, который в будущем создаст фильм «Космическая одиссея 2001 года» (1968). По словам биографа Джона Бакстера, несмотря на как правило неуклюжею внешность и поведение монстров в японских фильмах, фильмы зачастую были выдержаны в хорошей цветовой гамме, мрачные диалоги вступали в контраст с хорошо продуманными сценами и освящёнными съёмками.
Большой успех научно-фантастических фильмов объясняется их большой популярностью среди молодёжи. Фильмы показывались в автокинотеатрах, или с применением технологии 3D, например такие ленты, как «Тварь из Чёрной Лагуны» или «Гог». Несмотря на возросшую зрительскую аудиторию, большинство научно фантастических фильмов того времени по-прежнему создавались с привлечением скромных бюджетных средств. Голливуд из-за кодекса хейса был избирателен к жанрам «высшего», высокобюджетного кинематографа, в котором таким эксплуатационным жанрам, как фантастика, катастрофа, боевик или ужасы не было места. Фраза «Би-муви» стала означать фильмы определённых жанров, снятых с небольшими производственными затратами (обычно менее 400 000 долларов). Киноделы заметили, что лента даже с низким бюджетом, но прибегающая к популярным эксплуатационным приёмам имеет солидные кассовые сборы. Идея низкокачественных недорогих фильмов была доведена до крайности такими режиссёрами, как Роджер Корман, Коулмен Фрэнсис и Эд Вуд. Например фильм Эда Вуда как «План 9 из открытого космоса» был назван одним из худших фильмов всех времён.
Однако во второй половине десятилетия устойчивый успех жанра научной фантастики привёл к тому, что некоторые студии пытались создать серьёзные фильмы с привлечением больших бюджетных средств, включая холодное реалистичное изображение мира после ядерной войны, например в таких лентах, как «На берегу» и «Запретная планета» — научное переосмысление пьесы Шекспира «Буря», которая впервые представила полностью электронную музыку. Второй фильм будет влиять на жанр научной фантастики ещё долгие годы, в том числе и на вселенную «Звёздного Пути».
Большой успех научно-фантастических фильмов также нашёл своё отражение в Европе. Так, в Великоботании киностудия Hammer Films выпустила ряд киноадаптаций Найджела Кнейлза о Бернарде Квотермассе. Успех телесериала вдохновил создателей на работу над полнометражными фильмами. Фильмы жанра научной фантастики также появлялись в бенгальском кинематографе, например работа Рая Сатьяджита 1958 года выпуска, фильм жанра магического реализма «Философский камень» и фильм Ритвика Гхатака 1958 года «Аджантрик» исследующий тему отношения между человеком и машиной.

### 1960-е годы
Если 50-е годы в США сопровождались процветанием жанра научной фантастики, то в начале 60-х годов подобных лент было относительно мало. Многие из этих произведений были в большей степени нацелены на детей, чем на взрослую аудиторию, что отражает распространённость детских телевизионных программ того периода. В это время выпускались киноадаптации романа Герберта Уэллса — «Машина времени» и «Первые люди на Луне», в целом данные фильмы были выдержаны в стилистике научно фантастического кино 1950-х годов. Фредерик Пол, редактор журнала Galaxy Science Fiction указал на общий упадок научной фантастики, как жанра и что последней качественной лентой данного жанра можно было называть «Запретную планету» 1956 года. Он объяснил данный упадок тем, что, студийная система Голливуда того времени создавала фильмы двух категорий — высокобюджетные блокбастеры, или фильмы категории А и малобюджетные картины — Би-муви. Высокобюджетные фильмы 60-х годов, это в основном ремейки более старых высокобюджетных фильмов, среди которых почти не было научной фантастики, в это же время режиссёры низкобюджетных фильмов часто сами не имели какого либо опыта работы с фантастическими темами и выдавали некачественные сценарии, не имеющие ничего общего с действительно качественной научной фантастикой, которой не было уже со времён фильма «Облик грядущего» 1936 года выпуска.
Тем не менее конец 60-х годов сопровождался выпуском ряда качественных кинолент, преобразующих научно-фантастическое кино. Развитие кинофантастики в 1960-х годах шло под сильным влиянием прорыва человечества в космос. Запуск первого искусственного спутника, полёт Юрия Гагарина и американские экспедиции на Луну вызвал бурный интерес к теме космических полётов, которая давно уже была освоена литературной и кинематографической фантастикой. В 1966 году были выпущены два значимых фильма: «451 градус по Фаренгейту» представлял собой социальный комментарий о свободе слова и правительственных ограничениях, лента «Фантастическое путешествие» впервые затрагивала идею проникновения в уменьшенном виде внутрь человеческого тела. Комедийная лента «Барбарелла» 1968 года выпуска стала первой сатирой на некачественные научно-фантастические ленты 1950-х годов.

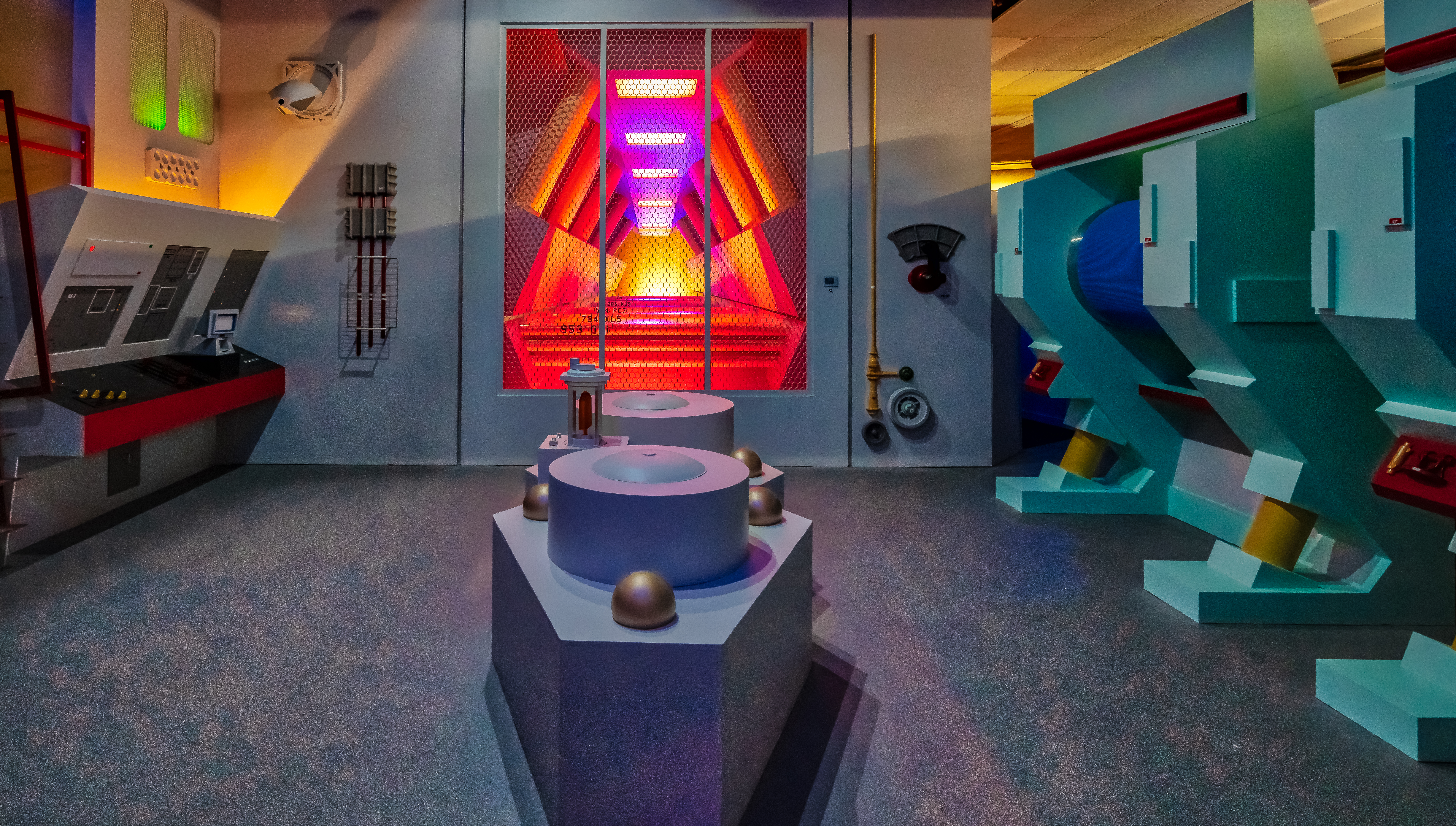
Главный инженерный центр USS Энтерпрайз («Звёздный путь»). Светлые тона и минимализм в дизайне — отличительная черта научной фантастики середины XX века.

«Космическая одиссея 2001 года» 1968 года выпуска стала прецедентным событием в истории мирового кинематографа. Во многом благодаря «Космической Одиссее» научная фантастика перестала считаться чисто коммерческим маргинальным направлением. Используя инструментарий жанрового кино, создатели фильма использовали его для создания произведения, явно и далеко выходящего за пределы жанра, в его узком понимании. Прежние попытки такого рода были либо спорные в результате, или компромиссные по использованным средствам — так или иначе, даже экранизации романов, признанных классикой мировой литературы («Война миров», «Машина времени»), становились обычно лишь явлениями жанрового кино. «Космическая Одиссея» самим своим существованием уничтожила этот стереотип. Она сделала очевидным, что в кинофантастике, даже при соблюдении всех её жанровых канонов, возможна и философская глубина и психологическая насыщенность и визуальная изящество. Более того — оказалось, что именно жанр кинофантастики даёт для всего этого лучшею почву. Фильм получил «Оскар» только за спецэффекты, однако выдвигался на премию также по категориям «лучшая режиссура», «лучший оригинальный сценарий» и «лучшее художественное оформление».
Другим чрезвычайно значительным событием в области кинофантастики стал телевизионный сериал Джина Родденберри «Звёздный путь» (1966—1969), ставший в результате самым влиятельным научно-фантастическим сериалом в истории кино. Не претендуя на революционность и художественную глубину, но удерживаясь на достаточно высоком уровне качества лент научной фантастики того времени, «Звёздный путь» сумел завоевать широкую известность и способствовал значительному расширению зрительной аудитории и людей, проявляющих интерес к данному жанру. Особенностью данного сериала стало то, что первые серии были основаны на классических научно-фантастических рассказах, хороши известных любителям фантастики, но не знакомой более широкой аудитории. Впоследствии известные писатели-фантасты привлекались также для написания оригинальных сценариев для сериала.
Среди самых известных социально значимых фильмов этого периода следует назвать «Планету обезьян» (1968), поставленную Франклином Шаффнером по мотивам одноимённого сатирического романа Пьера Буля, которая сыграла свою роль в борьбе с американским консерватизмом и расизмом (выход фильма почти совпал по времени с крупнейшими социальными потрясениями в США и убийством Мартина Лютера Кинга). Фильм отличался продуманной неоднозначностью трактовки: с одной стороны, его авторы явно сочувствовали герою, который тщетно пытался доказать обезьянам-учёным свою разумность, проламываясь через отсталость их мышления и догматизм; с другой стороны, в финале фильма становились понятны причины этого догматизма — он выполнял «охранную» функцию, не давая цивилизации обезьян дойти до ядерного самоуничтожения, повторив глупость предыдущей цивилизации людей. Самым известным научно-фантастическим шоу, является британский телевизионный сериал «Доктор Кто».

### 1970-е годы
1970-е годы стали, пожалуй, самым важным десятилетием в истории кинофантастики. Высокобюджетная и новаторская лента «Космическая одиссея», поднявшая экранную фантастику за границу маргинально-жанрового кино, была тепло воспринята и зрителями и новым поколением кинематографистов, которые принялись за реализацию своих первых крупных проектов. Кроме того, аудитория фантастического жанра уже к моменту начала 70-х годов значительно расширилась благодаря популярности телесериала «Звёздный путь». Всё это создало хорошие предпосылки для того, чтобы кинофантастика вышла на новый уровень —- как в коммерческом, так и в художественном отношении.

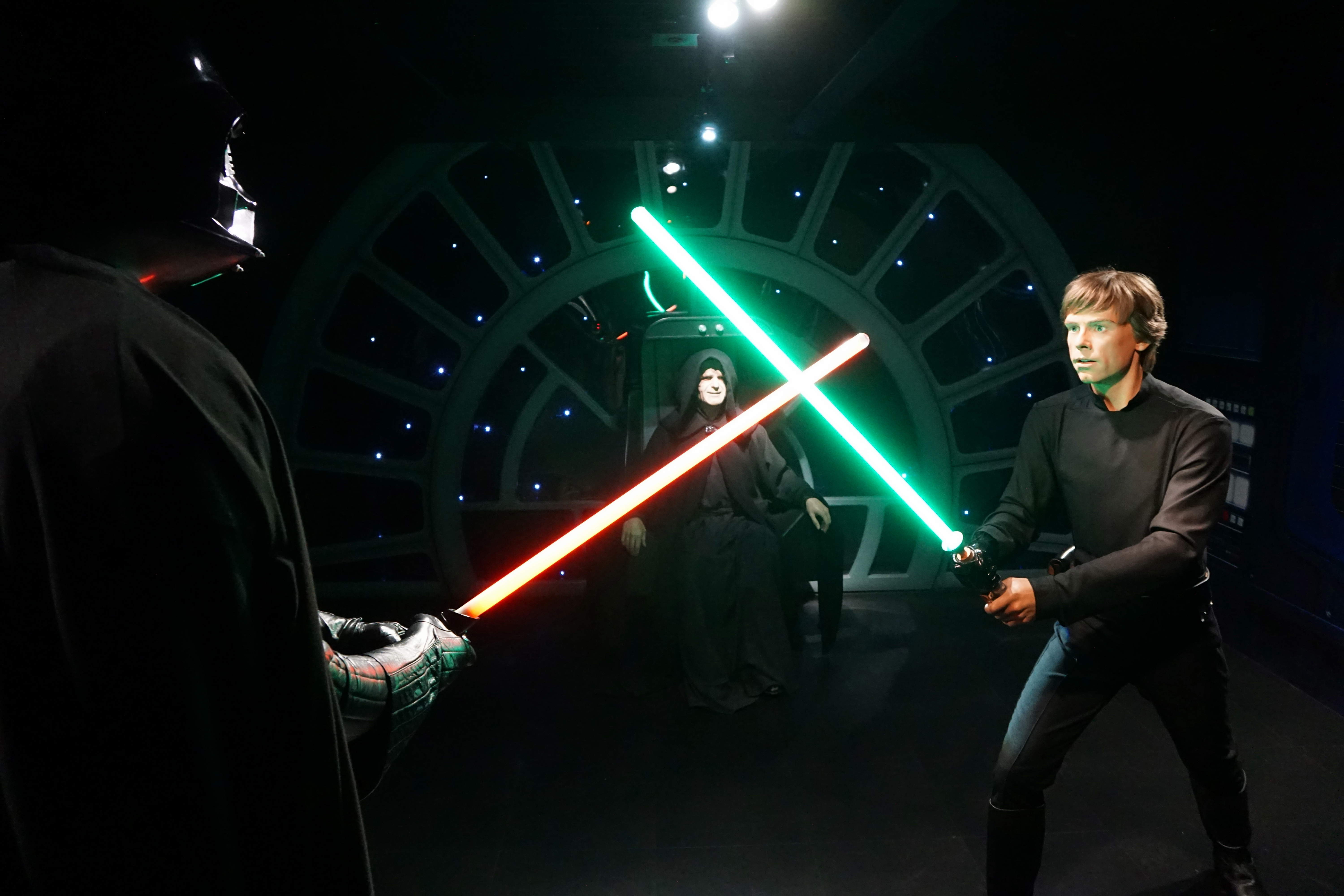
Сцена из «Звёздных войн», сражения Люка Скайокера и Дарта Вейдера — оригинальная трилогия стала одной из самых знаковых в истории кинофантастики

В начале 1970-х годов популярными среди научной фантастики были ужасы и паранойя, затрагивающие темы антиутопии, экологической катастрофы, промывания мозгов, сокрытия последствия технологического развития. Знаковые фильмы той эпохи — картина Стенли Кубрика «Заводной апельсин» (промывание мозгов), Джорджа Лукаса «THX 1138» (человек против государства), Дугласа Трамбулла «Молчаливый бег» (экология), продолжения фильма «Планета Обезьян» (эволюция и разум), «Западный мир» (человек и робот), «Зелёный сойлент» (перенаселение планеты) и т. д. Многие фильмы выступали с критикой власти и консервативного истеблишмента на фоне возросшего нигилизма после поражения США войны во Вьетнаме. Большим успехом также пользовался советский фантастический фильма «Солярис» Андрея Тарковского, который по мнению некоторых критиков превосходил «Космическую Одиссею» в визуальном плане и в философском углублении. Другая часть критиков называла наоборот фильм утомительным и претенциозным.
Успехом также пользовались такие сатирические научно-фантастические комедии, как «Спящий» режиссёра Вуди Аллена и «Тёмная Звезда» Джона Карпентера. Также это могут быть интерпретации классических фильмов ужасов, например «Молодой Франкенштейн» Мела Брукса 1974 года выпуска, или трансгрессивная комедия «Шоу ужасов Рокки Хоррора».
Тем не менее феноменальное значение для фантастики и кинематографа в целом имел выход на экраны в 1977 году «Звёздных войн» Джорджа Лукаса, который подчёркнуто объединил в сюжете фильма эпические и мифологические мотивы с антуражем космической оперы. Грандиозный успех фильма, ставшего абсолютным чемпионом проката, почти мгновенно создал новый культ вокруг себя, сравнимый с культом «Звёздного пути». Фильм не только стал стартовой площадкой для двух прямых продолжений, вышедших в следующем десятилетии и составивших так называемую «классическую трилогию» («Империя наносит ответный удар», 1980; «Возвращение джедая», 1983), но и задал новый стандарт в реализации визуальных эффектов в фантастических фильмах, а также возвратил моду на создание эпической и беззаботной приключенческой фантастики, забытой ещё с 1950-х годов. На волне успеха стали выходить такие киноленты фантастической оперы, как например «первый фильм по мотивам» сериала Звёздный путь Роберта Уайза, или «Чёрная дыра», ставший самым расточительным для студии Disney. Успех Звёздный Войн также мотивировал создателей уже тогда культового, но ставшего устаревшим сериала «Звёздный Путь» выпустить свой первый высокобюджетный полнометражный фильм «Звёздный путь — фильм», который несмотря на передовые спецэффекты был разгромлён критиками и столкнулся с кассовым провалом.
В отличие от эпического символизма «Звёздных войн», научно-фантастический фильм ужасов Ридли Скотта «Чужой» 1979 года выпуска во многом построен на психологическом реализме и ощущении достоверности, которую до тех пор кинофантастика практически не знала. Кроме того, чрезвычайно важным оказалось решение отдать главную «активную» роль в фильме женщине (Эллен Рипли в исполнении Сигурни Уивер), а роль первой жертвы — мужчине, что создало совершенно новую для фантастического кино ситуацию распределения гендерных ролей. Вышедшее впоследствии продолжение этого фильма создало блестящий прецедент успешного киноцикла, ни один из фильмов которого не похож на предыдущие.
Этапным фильмом конца 1970-х стал чрезвычайно успешный блокбастер Стивена Спилберга «Близкие контакты третьей степени» 1977 года выпуска, который ясно продемонстрировал тесную связь фантастики и религии в сознании современного человека: ожидание прилёта инопланетян показано в фильме как пережитый Роем Нири (Ричард Дрейфус) религиозный опыт. Если фильмы Тарковкого «Солярис» (1972) и «Сталкер» впечатлили кинокритиков, а «Звёздные Войны» Джорджа Лукаса набрал огромную зрительскую аудиторию, то фильм Стивена Спилберга «Близкие контакты третьей степени» радикально переосмысливает образ пришельцев не как враждебных захватчиков, а как доброжелательный «гуманизированный» вид, пытающийся установить контакт с людьми. Спилберг смотрит на Нири с пониманием и симпатией, однако тут же демонстрирует зрителю, как легко возвышенное переживание становится одержимостью и превращается практически в фанатизм, отказ от реального мира в пользу неизвестного «мира за гранью». Ещё одной принципиальной картиной этого периода стал «Супермен» Ричарда Доннера 1978 года выпуска — это первая попытка снять по-настоящему высокобюджетный фильм о супер-герое. Предыдущие многочисленные экранизации комиксов причислялись к категории поделок для нетребовательных подростков и значительного резонанса не имели. Для того чтобы создать фильм, верный духу одной из главных легенд американской массовой культуры XX века, Доннеру пришлось проявить недюжинную изобретательность при соединении привычных для комикса условностей с реалистичной визуальной средой фильма. Его удача открыла путь для целого ряда в высшей степени удачных фильмов по комиксам, волна которых поднялась через десять лет после премьеры «Супермена».

### 1980-е годы
После огромного успеха «Звёздных войн» научная фантастика снова стала прибыльной и каждая крупная студия бросилась в производство своих доступных проектов. Как прямой результат, телесериал «Звёздный путь» переродился в кино-франшизу, которая поддерживалась ещё в течение 1980-х и 1990-х годов. Именно в 80-е годы выходит наибольшее количество фильмов, которые в будущем приобретут статус классически и культовых. Этому также способствовало развитие компьютерных технологий, позволяющий прибегать к новым видам спецэффектов, не возможных десятилетием ранее. Если в 1971 году суммарный доход от кассовых сборов с научно-фантастических фильмов составлял всего 5 %, то к 1982 году эта доля возросла до 50 %. В 1980-е годы выходили продолжения трилогии Звёздных Войн, они стали самыми популярными и прибыльными фильмами в 1980-х годах

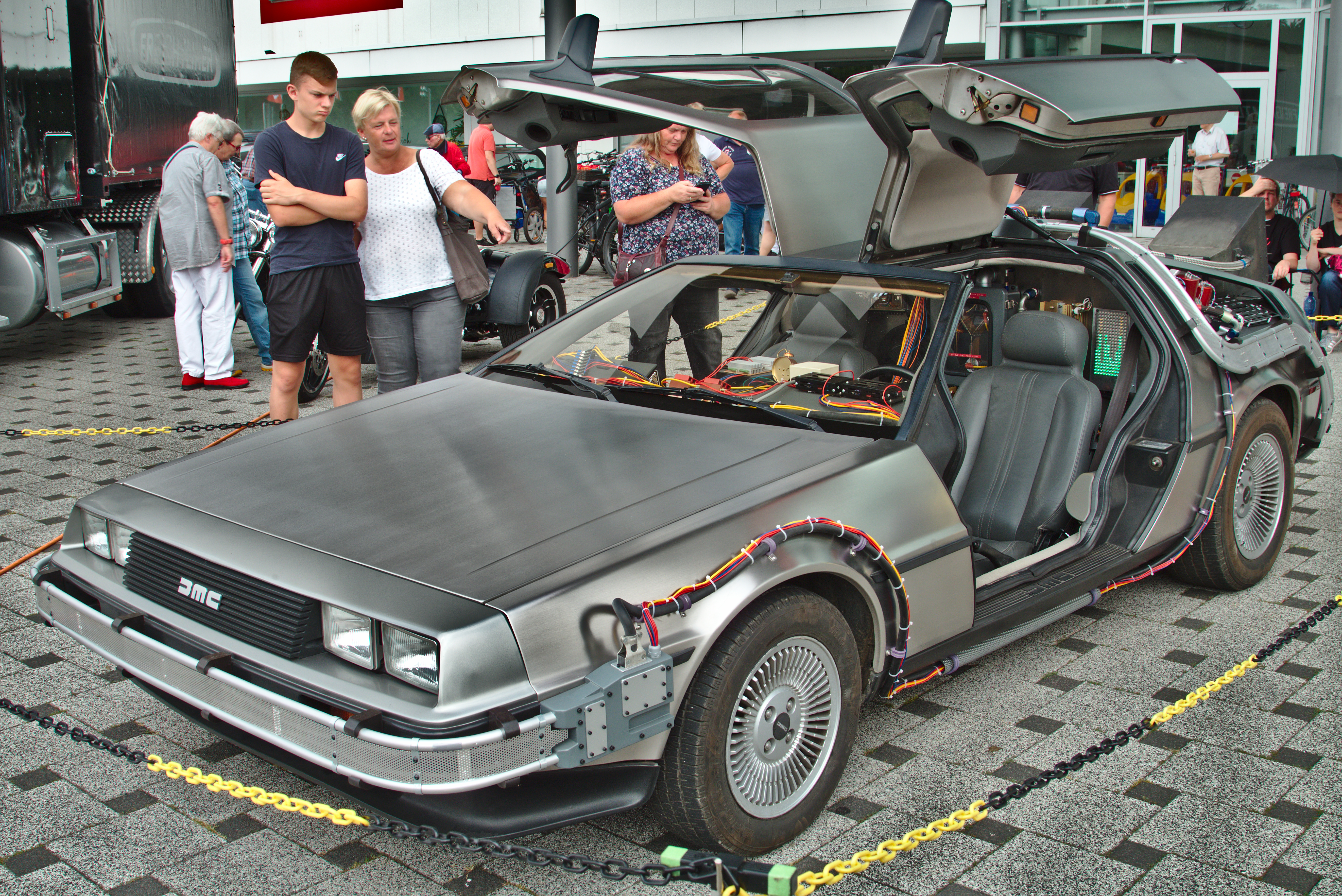
«Машина времени» из фильма «Назад в Будущее»

Благодаря франшизам «Звёздные войны» 1977 года и «Звёздный путь» 1979 года эскапизм стал доминирующей формой научно-фантастического фильма в 1980-х годах. Адаптация «Космической одиссеи 2010» Артура Кларка в 1984 году и «Дюны» Фрэнка Герберта 1984 года и были связаны с большими бюджетными провалами. Это отпугнуло продюсеров в дальнейшем инвестировать в научно-фантастические фильмы по мотивам литературных произведений. Тем не менее фильм «Дюна» несмотря на кассовый провал стал самой дорогой и визуально великолепной научно-фантастической картиной 1980-х годов.
«Чужой» Ридли Скотта 1979 года сыграл важную роль в создании нового визуального стиля будущего. Фильм не представлял гладкую, упорядоченную вселенную и видел будущее тёмным, грязным и хаотичным. Основываясь на более ранних фильмах, таких как «Безумный Макс» 1979 года выпуска, это антиутопическое видение стало распространённым во многих научно-фантастических фильмах и романах того времени. К ним относятся «Чёрная дыра» 1979 года, «Сатурн-3» 1980 года выпуска, «Запределье» 1981 года, «Враг мой» 1985 года и «Чужие» 1986 года и его продолжения, а также фильм Ридли Скотта — «Бегущий по лезвию» 1982 года, способствующий популяризации кибернуара, как киножанра. «Бегущий по лезвию» примечателен тем, что не является полностью коммерческим, эксплуатационным продуктом, совмещая в себе элементы артхауса. Мрачная атмосфера, типичная для жанра нуар вступает в яркий контраст с детально проработанным мрачным миром будущего. Хотя фильм приобрёл статус культового, «Бегущего по лезвию» ждал провал и неоднозначная критика. Фильм не смог завлечь зрителя, избалованного коммерческой научно-фантастической продукцией. Тем не менее фильм положил начало кибернуару как отдельному жанру. Вскоре другие режиссёры стали выпускать фильмы с похожей концепцией — «Видеодром» Дэвида Кроненберга, который исследует расширение пределов человеческого восприятия, привнесённых новыми технологиями. Другая лента — «Бразилия» гротескный и сюрреалистический апологет о притеснении «системой», которая отменяет любую личную инициативу и лишает индивидуума своей мечты, навязывая свои поддельные ценности. Фильм сравнивали с антиутопическим романом Джорджа Оруэлла — «1984». Хотя картину ждал кассовый провал, она позже будет признана культовой и считаться «манифестом» кинематографического постмодерна. Кибернуар также заинтересовывает многих японских режиссёров авторов и мангак, так, вскоре появились такие научно фантастически и антиутопические ленты, как «Акира» (1989), фильм «Тэцуо — железный человек». Дальнейшее развитие данного жанра приведёт в будущем к созданию культовой манги «Призрак в доспехах» и её адаптаций. Качественная анимация, нацеленная на взрослую аудиторию ещё не была коммерчески успешной в США, а имеющиеся единичные научно-фантастические мультфильмы, такие как «Гандахар: Световые годы» (1988), «Стальной гигант» (1999) или «Титан: После гибели Земли» (2000) не привлекли значительной аудитории. Тем не менее, аниме постепенно стало набирать всё большее количество последователей и с середины 1990-х годов его популярность неуклонно растёт во всём мире.

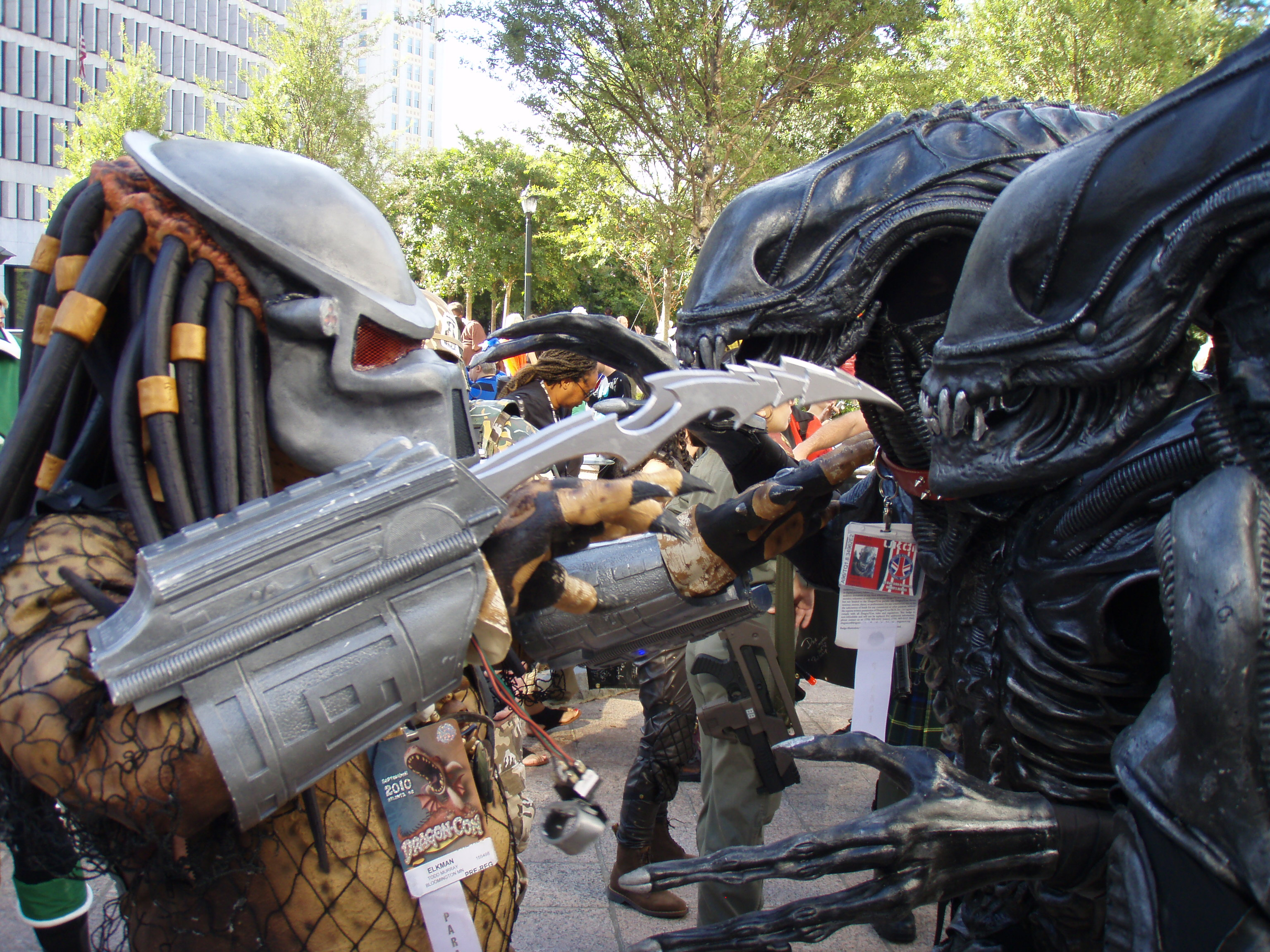
Косплеи пришельцев «Хищника» и «Чужого», фильмы по этой вселенной приобретут особую популярность в 80-е и 90-е года

Другой культовый фильм ужасов Джона Карпентера — «Нечто», затрагивает идею хищного инопланетного существа, которое после жатвы мимикрирует под свою жертву перед ничего не подозревающими главными героями. Самыми знаковыми дебютными научно фантастическими фильмами 80-х годов стали «Терминатор» и «Робокоп», оба фильма затрагивают тему роботизации. «Терминатор» изображает концепцию враждебно настроенных роботов, которые охотятся на людей. Также влиятельной лентой того времени считается фильм ужасов «Сканнеры», где затрагивается тема дискриминации, телепатии и мирового господства. В течение следующих десятилетий выйдет множество научно-фантастических лент, подражающих данной картине.
Большим успехом помимо фильмов ужасов пользовались и беззаботные детские комедийные научно-фантастические ленты, такие как, например, «Флэш Гордон» Майка Ходжеса и «Охотники за привидениями» Айвана Райтмана. Данный фильм демонстрировал квартет главных героев, которые ведут охоту на привидений в ночном Нью-Йорке. Другой успешный комедийный фильм — «Назад в будущее» повествует о молодом парне, попавшем в 1950-е года. Ему надо решить проблему временного парадокса, виновником которого он и стал. Стивен Спилберг после выпуска «Близкие контакты третьей степени», переосмыслившего враждебный образ инопланетян, решил дальше развивать данную идею, выпустив детский фильм «Инопланетянин», показывающий идею дружбы ребёнка и миролюбивого инопланетянина. Фильм сочетает в себе элементы басни и научной фантастики. «Инопланетянин» стал самой кассовой лентой 1980-х годов. Фильмы с добрыми пришельцами затем встречаются в таких фильмах, как «Кокон» Рона Ховарда. Знаковой, хотя и не настолько резонансной оказывается драматическая лента Вольфганга Петерсена «Враг мой», показывающая то, как человек и пришелец — солдаты двух враждующих друг с другом армий вынуждены вместе выживать в одиночку на необитаемой планете и познавать культуру друг друга. Таким образом фильм оставляет социальный комментарий, что ксенофобия и война порождается невежеством.
С 1980 года различие между научными фантастическими, фантастическими и супергеройскими фильмами стиралось, во многом благодаря влиянию «Звёздных войн» 1977 года. Каждый год 80-х видел по крайней мере один крупный научно-фантастический или фэнтезийный фильм, который как правило критиковали и осуждали кинокритики. Данные фильмы также игнорировались на кинофестивалях и получали призовые статуэтки только в технических категориях. Фильм Диснея «Трон» 1982 года затрагивал впервые глубоко тему виртуальной реальности и имел уникальный визуальный стиль, будучи одним из первых крупных студийных фильмов, в котором использовалась обширная компьютерная графика.
Научная фантастика, тем не менее, - это не только коммерческий кинопродукт. Так псевдореалистичный апокалиптический телесериал «На следующий день» собрал для себя рекордную зрительскую аудиторию примерно в 100 миллионов человек. Сериал демонстрирует последствия гипотетической ядерной атаки на жителей сельской местности городка в Канзасе. На фоне страха перед возможной ядерной войной был выпущен ряд фильмов, затрагивающих тему ядерной катастрофы, террористических атак с целью спровоцировать ядерную войну и восстание искусственного интеллекта. Например, в фильме «Военные игры» согласно сюжету мальчик-хакер проникает в локальную сеть обороны США, рискуя развязать третью мировую войну.

### 1990-е годы
1990-е года — это бурное развитие компьютерных технологий и возможность применять 3D-спец эффекты в фантастических фильмах. Компьютерная графика постепенно заменяет традиционные спецэффекты. Кластеры (группы компьютеров) использовались как рендер-фермы для создания детализированных 3D-Моделей. Программное обеспечения позволяло уже создавать сложные эффекты, например движение волн, взрывы и даже инопланетные создания.
90-е годы, это выход большого количества знаковых научно-фантастических лент, таких, как «Звёздные войны. Эпизод I: Скрытая угроза» (1999), «Парк юрского периода» (1993) и «Парк юрского периода: Затерянный мир» (1997) Стивена Спилберга, «День независимости» (1996) Ролана Эммериха, комедия Барри Зонненфельда «Люди в чёрном» (1997), «Армагеддон» (1996) Майкла Бэя, «Терминатор 2: Судный день» (1991) Джеймса Кэмерона и «Матрица» (1999) братьев Вачовских. Другие успешные научно-фантастические фильмы «Бэтмен. Возвращение Тёмного Рыцаря» (1992) Тима Бёртона, «Годзилла» (1998) Эммериха, «Пятый элемент» французского режиссёра Люка Бессона (самый дорогой фильм, когда-либо созданный в Европе во время его выпуска), «Вспомнить Всё» (1990) и «Звёздные Врата» (1994). Роланд Эммерих утверждает себя как один из ведущих режиссёров научной фантастики 90-х годов. Среди прочих фильмов с громким названием, где снимался Сильвестр Сталлоне, выделяются «Разрушитель» (1993) и «Судья Дредд» (1995), по мотивам одноимённого комикса, сюжет обоих фильмов происходит в футуристическом мире. Также выделяется фильм «Звёздный десант» (1997) Пола Верховена по мотивам одноимённого романа, представляющий собой боевую фантастику.
Фантастика 1990-х годов — это чисто коммерческие продукты, высокобюджетные блокбастеры с поверхностным сюжетным углублением, но изобилующие зрелищными действиями и сценами благодаря ещё тогда инновационной компьютерной графике. Сюжет в них как правило простой, ясный, поверхностный и изобилующий киноштампами, использование которых в фильмах следующих десятилетий будет считаться уже признаком дурного тона. Тем не менее на этом фоне выделяются несколько авторских работ, таких как «Обед нагишом» Дэвида Кроненберга и экранизация одноимённого романа Уильяма Берроуза и роуд-муви «Когда наступит конец света» немецкого режиссёра Вима Вендерса.
Несмотря на это, особенно во второй половине десятилетия, появляются ленты, как правило антиутопические и вдающиеся в анализ и изучение психологии человека и гражданских прав. Такие фильмы были способны привлечь внимание критиков, например, «Странные дни» (1995) Кэтрин Бигелоу — постмодернистский нуар с элементами вуайеризма, фантастический антиутопический триллер «12 обезьян» Терри Гиллиама, «Гаттака» Эндрю Никкола и другие. «Шоу Трумана» Питера Уира представляет собой сюрреалистическую притчу о всепоглощающей силе телевидения и впечатляющей реальности средств массовой информации. Похожая идея воплощена в фильме «Экзистенция», раскрывающая тему стирания грани между реальностью и виртуальной симуляцией.
Ещё с 1980-х годов, некоторые режиссёры прибегают к жанру апокалипсиса после атомной войны. Ярким примером считается «Водный мир» Кевина Рейнольдса - блокбастер 1995 года. Режиссёр заметил, что фильм был снят с привлечением гораздо больших бюджетных средств, чем первоначально планировалось, данный фильм запомнился прежде всего тем, что стал при своём выходе самый дорогой лентой из когда-либо созданных. К данной теме также вернулся Костнер с его фильмом «Почтальон» по мотивам одноимённого романа Дэвида Брина.

Сообщения, которые Нео читает в начале фильма «Матрица»

1990-е годы — это выпуск многочисленных продолжений к фильму ужасов «Чужой» — «Чужой 3» Дэвида Финчера (1992), «Чужой: Воскрешение» (1997) Жана-Пьера Жоне — данные фильмы затрагивали тему клонирования. Сатирический комедийный фильм «Марс атакует!» высмеивает в гротескной и клишированной форме низкокачественные и «наивные» фантастические ленты из 50-х годов о вторжении пришельцев на Землю. Исследования, связанные с пришельцами в рамках проекта SETI, также являются предлогом поэтического и философского размышления в картине «Контакт» (1997) Роберта Земекиса. Тема пришельцев также исследуется в фильме «Тёмный город» Алекса Пройаса, который представляет собой мрачную антиутопию и идею того, что человечество может содержаться в своего рода питомнике, созданного пришельцами, а также в комедийной ленте «В поисках Галактики» (1999) Дина Паризо, которая также является сатирой на научно фантастические ленты, такие как «Звёздный Путь».
В конце десятилетия на экраны вышла фантастическая опера «Звёздные войны. Эпизод I: Скрытая угроза» — через 15 лет после выхода предыдущего фильма франшизы «Звёздные Войны». Хотя данный фильм ждал колоссальный успех и огромные кассовые сборы, фильм критиковался как критиками, так и зрителями за недостоверную передачу духа звёздных войн. Большим успехом также пользовался фильм «Парк Юрского периода» Стивена Спилберга и его продолжения. Данный фильм показывал идею восстановления динозавров в лабораторных условиях и помещения их в специальный заповедник. Данный фильм впервые показывал динозавров в крупном плане с применением передовых компьютерных технологий. Фильм сыскал успех и по сей день продолжает влиять на восприятие динозавров в массовой культуре.
90-е годы - это также возросшая мода на фильмы о всемирной паутине, виртуальной реальности и жанра киберпанка, например, фильмы «Газонокосильщик», «Виртуозность» или «Вспомнить всё». К данной категории относится и научно-фантастическая лента, которая была признана иконой всего десятилетия — «Матрица» братьев Вачовски. Фильм затрагивал тему «поддельной реальности», того что человечество же на деле уже давно оказалось порабощено разумными машинами и находится в «виртуальной тюрьме», симулирующей обыденную жизнь конца XX века. Фильм сочетает в себе жанры кибернуара, фильма о боевых искусствах, мистики, нью эйджа и библейских отсылок. Помимо этого, при создании фильма, Вачовски прибегали к инновационным методам съёмки сцен сражений, например буллет-тайм. Матрица вскоре после своего выхода приобрела статус культовой и считается одним из главных научно-фантастических фильмов всех времён. Фильм оказал позже большое влияние на кинематограф, даже за пределами жанра. Он получил два продолжения «Перезагрузка» и «Революция», которые несмотря на более высокие бюджетные средства не смогли сыскать такого же признания критиков.

### 2000-е годы
В 2000-х годах научная фантастика стала ещё более популярным жанром в кинематографе. В это же время развитие компьютерных технологий позволяло создавать с помощью компьютерной графики за меньшие бюджетные средства всё более грандиозные, реалистичные объекты и панорамы. К 2010 году научно-фантастические фильмы, наряду с фантастическими и ужастиками, составляли почти 90 % кассовых сборов в Соединённых Штатах.
Научно-фантастические ленты принимались зрителями уже как за данное. Большинство фантастических фильмов того времени — коммерческие продукты, ремейки или сиквелы предыдущих фильмов из XX века. Например успехом пользуются такие ремейки или продолжения, как «Звёздные войны. Эпизод II: Атака клонов» (2002), Звёздные войны. Эпизод III: Месть ситхов (2005), третий и четвёртый фильм серии «Терминатор», «Терминатор 3: Восстание машин» Джонатана Мостоу и Терминатор: Да придёт спаситель (2009) режиссёра Макджи, продолжения «Матрицы» — «Перезагрузка» и «Революция», фильмы о Хищнике и Чужом, а также их кроссоверы. Среди других лент выделяются «Планета обезьян» Тим Бёртона, «Солярис» Стивена Спилберга, «Машина времени» Саймона Уэллса, «Война миров» Стивена Спилберга, «Я — легенда» Френсиса Лоуренса, «День, когда Земля остановилась» Скотта Деррика и прочие фильмы.

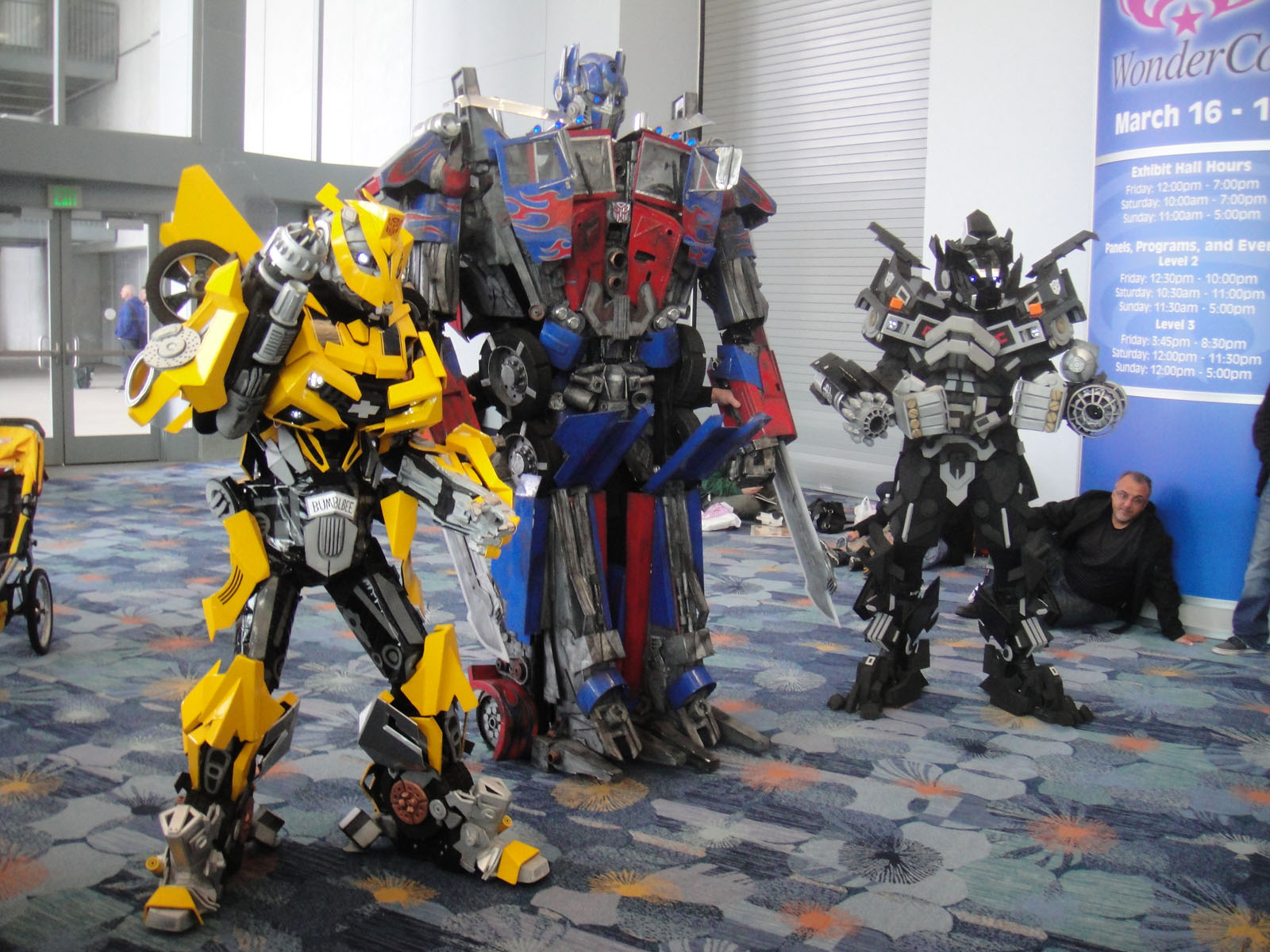
Косплей трансформеров Майкла Бэя

Популярность фильмов о космических операх и космических перелётах (кроме продолжения о «Звёздных Войнах») заметно падает и подобный жанр находит себя в сериалах. 2000-летие началось выпуском мультфильма «Титан: После гибели Земли», а выпущенные в следующие года фильмы Миссия «Серенити», «Красная планета» и «Миссия на Марс» стали провальными. Помимо этого, киноиндустрия столкнулась с упадком интереса к фантастическим фильмам и пониженными кассовыми сборами. Кинотеатры в стремлении сохранить прибыль увеличила долю рекламы перед показом фильма. Также ситуацию спасал рост продажи DVD-копий фильма, который компенсировал потерю дохода от кассовых сборов.
Тем не менее намечается заметная популяризация фильмов жанра фэнтези и о супергероях, также во многом благодаря развитии компьютерных спецэффектов, позволяющих более реалистично изображать сражения людей со сверх-способностями и другие экранизации популярных комиксов. Первая половина 2000-х годов сопровождалась успешным выходом серии фильмов о «Людях-Икс» Брайена Сингера где впервые показывается концепция боевой команды людей со сверх способностями. Несмотря на то, что в 90-е годы успехом пользовался фильм Блейд и его продолжения, именно «Люди-Икс» заложили тренд на выпуск супергеройских фильмов. Успешными лентами также стали трилогия о Человеке-Пауке Сэма Райми, «Сорвиголова» Марка Стивена Джонсона, «Халк», «Фантастическая четвёрка», большинство из этих фильмов также получили свои продолжения. Также выделяются супергеройские фильмы, совмещающие в себе также элементы неонуара, триллера и ужасов — «Хеллбой», «Бэтмен: Начало», «Каратель», «Призрачный гонщик» и другие.
Данные фильмы также исследуют идею маргинализации супергероев, страха общественности перед ними или даже выставления их врагами. Однако по-настоящему супергероику переосмыслил фильм 2008 года выпуска «Хэнкок» Питера Берга, подаривший новый взгляд на супергероя не без доли иронии. Согласно сюжету «Хэнкок» — супергерой и несмотря на то, что спасает жизни людей, влачит своё существование бомжом, в то время, как общественность его презирает и осуждает за нанесение ущерба недвижимости. Также переосмыслением жанра можно назвать мультфильм «Суперсемейка» Брэд Бёрд, где представлена семья наделённых сверх-способностями людей и изображение их двойной жизни, мультфильм ждал большой кассовый успех. На фоне большой популярности супергероики также выходят и пародии на них, такие, как например «Моя супер-бывшая» Айвана Рейтмана или фильм «Высший пилотаж» Майкла Митчелла, где существует школа для детей-супергероев.
Большим успехом также пользуется фильм «Трансформеры» Майкла Бэя — экранизация успешного одноимённого сериала. Данный фильм находит для себя новую эксплуатационную нишу приключенческого фантастического боевика с участием инопланетных роботов, способных мимикрировать по автомобили.
Помимо супергероики и сиквелов/продолжений выходят и оригинальные ленты, намечается тенденция, когда фильм носит социальный или политический комментарий, осуждает растущий материализм сегодняшнего мира, другие же фильмы ставят под сомнение политическую ситуацию, образовавшеюся после теракта 11 сентября 2001 года. Также фильмы затрагивают тему искусственного интеллекта и его гражданских прав. Оригинальные фильмы 2000-х — это такие ленты, как например «Автостопом по галактике» Гарта Дженнингса, «Искусственный разум» Стивена Спилберга, повествующий об андроиде в облике мальчика, способного испытывать чувства. Спилберг также выпускает фильм «Особое мнение», где затрагивает тему возможности контроля разума с помощью технологий. Фильм неонуар и триллер «Я, робот» Алекса Пройаса переосмысливает взгляд на роботов, три закона роботехники, затрагивая такие темы, как гражданские права роботов и их угнетение человечеством. Дэвид Туи выпустил два успешных фильма, сочетающих в себе элементы триллера и космической оперы — «Чёрная дыра» и «Хроники Риддика». Популярностью пользуются по-прежнему фильмы, затрагивающие темы антиутопии образца «1984» Джорджа Оруэлла и гражданских прав, например картина Курта Уиммера «Эквилибриум». Однако наиболее известной и знаковой картиной стала «V — значит вендетта», повествующий об одиночке-анархисте, намеревающимся подорвать здание парламента Великобритании. Маска, которую носит главный герой стала популярным символом протестного движения в западных странах. Своей оригинальностью также выделяется анимационный японский фильм «Последняя фантазия: Духи внутри» Хиронобу Сакагути и Мото Сакакибары, это был первый полнометражный фильм, созданный полностью с применением компьютерной графики в стилистике видео-игры. Драматический триллер «Район № 9» Нила Бломкампа предлагал новый взгляд на пришельцев, а именно как на беженцев, вынужденных оказаться в самом низу социальной лестницы человечества. Фильм затрагивает такие остросоциальные темы, апартеид, расовую ненависть и сегрегацию.
Самым революционным научно-фантастическим фильмом со времён «Звёздных Войн» стала картина Джеймса Кэмерона 2009 года выпуска — «Аватар», данный фильм стал самым дорогим в истории кинопроизводства и затем же побил рекорды по продажам, собрав по всему миру более 2700 миллионов долларов. Несмотря на то, что сама история довольно банальна и использует старые сюжетные тропы, она предлагает уникальное переосмысление взаимоотношения человека и пришельца, меняя их местами, где сами люди выступают пришельцами и вторженцами на планету Пандору, населённую разумным гуманоидным видом Нави. Тщательно проработанный мир Пандоры и его существа создавались с применением передовых спецэффектов, образующих гипер реалистичную картину окружающего пространства. Помимо прочего «Аватар» возвратил давно забытую традицию демонстрации фильмов в 3D в кинотеатрах.

### 2010-е годы
В 2010-е годы усовершенствованное программное обеспечение и более мощные компьютеры позволили уже создавать в научно фантастических фильмах гиперреалистичную графику, почти не отличимую от реальности. Доходы от продаж фантастических блокбастеров стремительно растут в том числе и за счёт роста зрительской аудитории за пределами США и Европы, особенно в Китае. Подавляющее большинство научно-фантастических фильмов — это продолжения или переосмысления лент предыдущих десятилетий. Это например кинофраншизы трансформеров, «Чужого», «Хищника», «Терминатора», «Звёздный Путь», «Парка Юрского Периода» новый фильм «Бегущий по Лезвию», «Охотники за Привидениями» и другие.

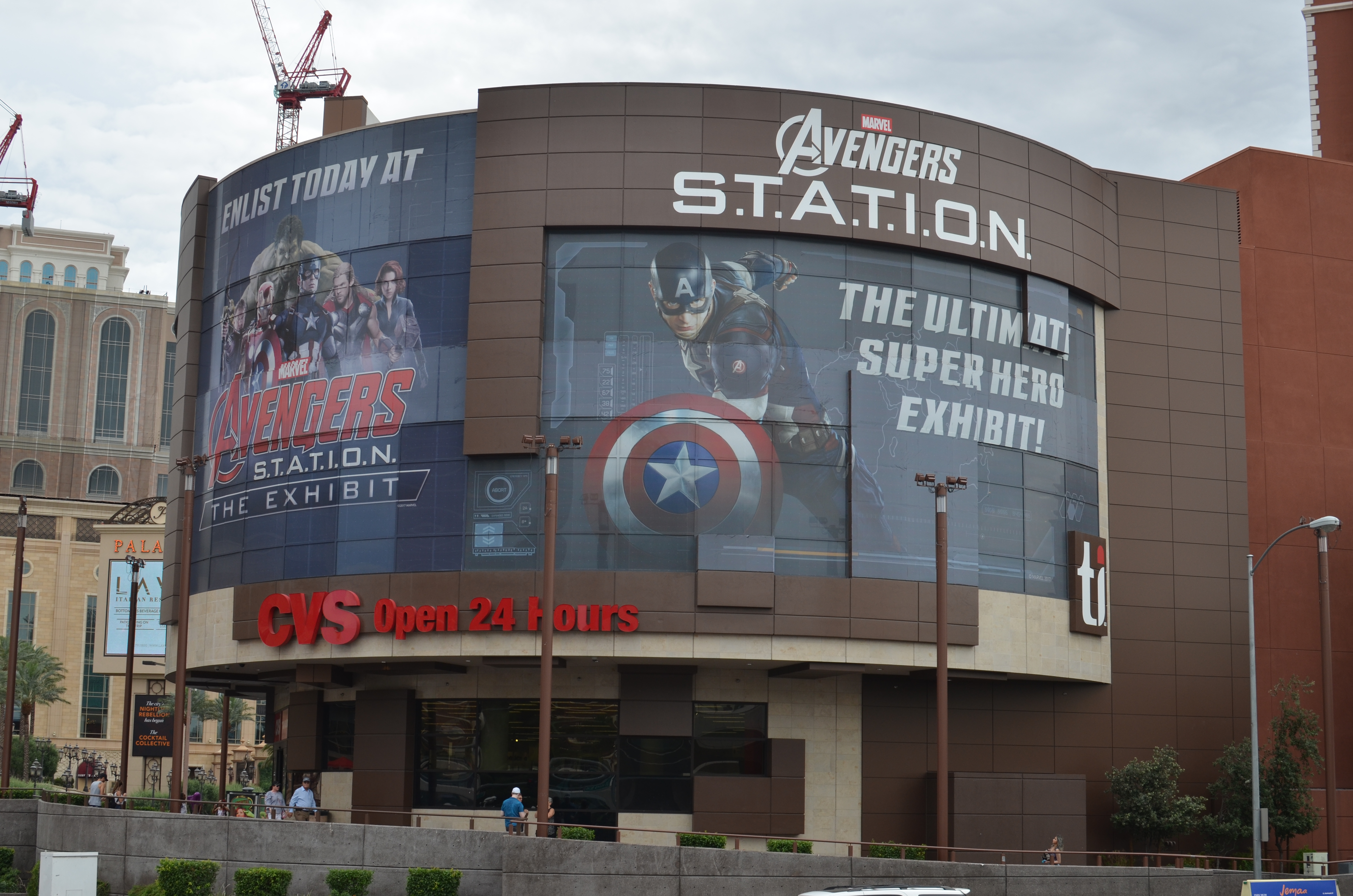
Реклама Мстителей, Лас-Вегас 2019 год

Некоторые из них являются знаковыми, например новая кинотрилогия драматических триллеров «Планеты Обезьян», повествующая о массовом вымирании людей и зарождении обезьяньей цивилизации. Фильмы несут социальный комментарии о гражданских правах и видовой дискриминации и получили тёплые отзывы как и зрителей, так и кинокритиков. 2010-е годы, это также перезапуск знаменитой франшизы «Звёздных Войн», фильмы хотя и повторяли формулу повествования оригинальный лент, стали причиной всплеска массового интереса к франшизе и жанру космической оперы в целом. Фильм «Звёздные войны: Пробуждение силы» стал самым кассовым фильмом 2010-х годов. Вскоре последовал конвейерный выпуск фильмов по вселенной звёздных войн, таких, как «Последние джедаи», «Изгой-один» и «Хан Соло». При этом отношение фанатской аудитории к фильмам двойственное, с одной стороны фильмы пользуются большом успехом, с другой же стороны активно ругаются фанатами франшизы, то же самое были и при выпуске эпизодов I, II и III на рубеже XX и XXI веков. Успехом пользуется фильм и фантастическая опера Люка Бессона — «Валериан и город тысячи планет», который стал самой дорогой европейской лентой из когда либо сделанных. Фильм того же режиссёра — «Пятый Элемент» бил аналогичный рекорд 20 годами ранее
Большой популярностью начиная с 2000-х годов пользуются фильмы о супергероях, однако намечается тенденция, когда все данные блокбастеры объединяются в общие вселенные, а именно Люди-Икс, вселенная DC и вселенная Marvel. Фильмы вселенной Marvel пользуются наибольшей популярностью, в том числе их фильмы-кроссоверы о Мстителях. К концу 2010-х годов популярность фильмов Marvel достаточно возросла, чтобы фильмы били новые рекорды по кассовым сборам, а фанатский культ, собранный вокруг франшизы мог бы поспорить в своём влиянии с «культом Звёздных Войн». Это достигалось во многом благодаря тому, что фильмы прибегали к оригинальным сюжетным поворотам, не типичным для фильмов о супергероике. Например фильмы «Стражи Галактики» и «Стражи Галактики. Часть 2» представляли собой яркую сатирическую комедию в духе приключений и космической оперы, фильмы «Чёрной пантере» и «Капитан Марвел» с главными героями чернокожим персонажем и женщиной стали знаковыми на фоне роста «политики идентичности» в США, однако самой знаковой лентой десятилетия после фильма «Звёздные войны: Пробуждение силы» стала «Мстители: Война бесконечности», где сюжет кинул радикальный вызов истоптанным сюжетным тропам, а именно позволив «злу победить добро», уничтожить злодею половину вселенной, в том числе и половину героев. «Война бесконечности» стал вторым самым кассовым фильмом десятилетия и четвёртым самым кассовым в истории кинематографа. Следующий за «Войной бесконечности» фильм «Мстители: Финал» стал завершающим во франшизе фильмов о «Мстителях» и побил все рекорды по кассовым сборам, став самым кассовым фильмов в истории кинематографа. Другим успешным и оригинальным фильмом, однако входящим во вселенную Людей-Икс можно назвать фильм 2016 года «Дэдпул», представляющий собой постмодернистскую сатиру на супергероику, а также первый комедийный блокбастер о супергерое с рейтингом 18+.
Другой знаковый фильм 2010-х годов — «Голодные игры», повествующий об антиутопическом мире, где подростки избираются для игры, где должны убивать друг друга. Фильм ждал большой успех и помимо продолжений, он породил новый жанр антиутопического триллера, согласно которому в мрачном и постапокалиптическом мире группа подростков сталкивается с серьёзными испытаниями и борется за свою жизнь. Это в свою очередь повысило интерес у подростков способам выживания на дикой природе. Вскоре были выпущенные фильмы с похожей концепцией например трилогия фильмов «Бегущий в лабиринте», «Дивергенте» или «После нашей эры». Помимо прочего, к концу 2010-х годов появляются фильмы — высокобюджетные адаптации японских аниме и манги, например киберпанк ленты «Призрак в Доспехах», «Алита: Боевой ангел».
Помимо этого в 2010-е годы значительно повышается интерес к научно-фантастическим лентам о космосе и звёздных перелётах, однако отличающихся попыткой изобразить технологические достижения и космические явления с максимально достоверностью, таким образом приближаясь к псевдо документальному кино, как это было когда то реализовано в «Космической Одиссее 2001 года». Создатели фильма как правило прибегали к консультации со стороны учёных и биологов. Это как правило драматические ленты с нагнетающей атмосферой, элементами триллера, также несущие социальные или политические комментарии, имеющие сложный сюжет, связанный с попыткой главного героя выжить в непривычной для себя обстановке. Примерами данных лент являются «Гравитация» Альфонсо Куарона, «Марсианин» Ридли Скотта, «Интерстеллар» Кристофера Нолана, «Прибытие» Дени Вильнёва, а также российский фильм «Время Первых» Дмитрия Киселёва.

## Описание жанра

### Научные элементы
В то время как наука является основным элементом этого жанра, многие киностудии довольно свободно трактуют научные элементы, нередко смешивая их с элементами мистицизма или даже фэнтези. Показанные в фильмах события часто в той или иной степени научно не достоверны, особенно это заметно в фильмах о космических полётах. Создатели фильма как правило слабо или вовсе никак не знакомы со спецификой космических путешествий, поэтому самолёты в космическом пространстве совершают манёвры, типичные для передвижения в воздушном пространстве, но не в космическом вакууме. Другая распространённая ошибка — использование звуковых эффектов в космическом пространстве, что в принципе невозможно, так как вакуум не может распространять какие-либо звуки, что в частности касается полёта космического корабля, космического сражения или столкновения объектов в космосе. Данное правило, однако, игнорируется почти всеми научно-фантастическими фильмами, так как звук является важным источником достижения зрелищных экшен-сцен. Игнорирование достоверности науки в пользу фантастики и зрелищных сцен типично в частности для таких франшиз, как «Звёздные Войны» или «Звёздный Путь», там же демонстрировались сцены с уничтожением целых планет за несколько секунд, в реальности же процесс уничтожения планеты занимает много часов. В ещё более небрежных случаях фильмы изображают гравитацию в космосе (падение «вниз» кораблей, комет, итд). Изображение в «Звёздных Войнах» передвижения на скорости света также ошибочно, учитывая специфику течении времени и передвижения в пространстве, передвижение на околосветовой скорости происходило бы за долю секунды в отношении членов экипажа и вероятно бы такое путешествие было бы смертельно опасным ввиду колоссального гравитационного воздействия на тела, в противном случае перелёт между экзопланетами занимал бы более 500,000 лет. Продвинутые цивилизации, показанные в фантастических фильмах, как правило не превышают цивилизации первого типа.
Помимо прочего, часто научно-фантастические фильмы спекулируют на общественном восприятии науки и передовых технологий. Во многих научно-фантастических фильмах, особенно первой половины XX века, популярной оставалась концепция безумного учёного, представляющего серьёзную угрозу для общества и, возможно, даже для всей людской цивилизации. Ярким примером могут послужить экранизации о Франкенштейне. Во время второй мировой войны популярными злодеями являлись злые немецкие учёные, работающие на нацистский режим и разрабатывающие оружие массового поражения, в том числе и биологическое. В более поздних фильмах о монстрах «безумный учёный» стал играть положительную роль, как единственный человек, способный с помощью научных достижений предотвратить надвигающуюся катастрофу. Находя отражения недоверия населения к американской власти, в 1960-е годы, учёный становился в роли эдакой кассандры и единственный был способен предотвратить надвигающуюся катастрофу.
Биотехнология (например, клонирование) является популярным научным элементом в фильмах, например, в серии фильмов «Парка юрского периода» (клонирование вымерших видов) или серии фильмов о «Чужом» (генетическая модификация). Научно фантастические фильмы часто демонтируют технологии и гаджеты будущего, которые человек гипотетически освоил в ближайшем или дальнейшем будущем, к ним относится, например, кибернетика, использование голограммы, устройств для телепортации («Звёздный Путь»), межгалактические путешествия с применением гиперпространства или червоточин, нанотехнология в разном воплощении от репликаторов из «Звёздного пути» (утопия) до серой слизи (дистопия), силовые поля, достижение невидимости. Технология дугового реактора, представленная в фильме Железный человек, похожа на устройство холодного синтеза. Технологии, позволяющие уменьшаться или увеличиваться в размерах человеку, например, в таких фильмах как «Фантастическое путешествие» (1966), «Дорогая, я уменьшил детей» (1989) и «Человек-муравей» (2015).
Третий закон английского учёного и фантаста Чарльза Артура Кларка гласил, что любая достаточно развитая технология неотличима от магии. Во многих фантастических фильмах прошлого демонстрировались «вымышленные» («магические») технологии, которые стали настоящей реальностью. Например, устройство отображения личного доступа в «Звёздном Пути» было предшественником смартфонов и планшетных компьютеров. Распознавание жестов в фильме «Особое мнение» также встроено в современные игровые приставки. Развитый искусственный интеллект остаётся важным элементом научной фантастики, в конце 2010-х годов на рынке появились уже достаточно продвинутые ИИ-ассистенты. Появление таких современных технологий, как беспилотные автомобили или квантовый компьютер также следовало после их фантастического изображения в фильмах.

### Инопланетные формы жизни
Концепция жизни, особенно разумной жизни, имеющей внеземное происхождение, является популярным продуктом научно-фантастических фильмов. Ранние фильмы часто использовали инопланетные формы жизни в качестве угрозы или опасности для человеческой расы, где захватчики часто выступали метафорой вымышленных представлений о реальных военных или политических угрозах на Земле, как это наблюдается в таких фильмах, как «Марс атакует!» «Звёздный десант», «Чужой», «Хищник» и «Хроники Риддика». Некоторые инопланетяне были представлены как добрые и даже полезные по своей природе создания в таких фильмах, как например «Инопланетянин», «Близкие контакты третьей степени», «Пятый элемент», «Автостопом по галактике», «Аватар», «Валериан и город тысячи планет» и «Люди в чёрном». Ранние фильмы о пришельцах — это прежде всего детские фильмы с низкой смысловой нагрузкой и обилием экшен-сцен. Только с 1950-х годов, фильмы с пришельцами начинали обращаться к серьёзным темам. Например в такой ленте, как «Место назначения — Луна». Одновременно начиная с пятидесятых годов присутствие инопланетян стало постоянной темой американского кино и телевидения благодаря интересу к новым аэрокосмическим технологиям и космической гонке между США и СССР; в эпоху холодной войны фигура злого пришельца воспринималась как метафора потенциального советского захватчика. Самая большая волна фильмов о вторжении инопланетян пришлась на временной промежуток между началом президентства Джо Маккарти в 1950 году и запуском советского Спутника-1 в 1957 году. Голливудские фильмы спекулировали на бушевавшей в то время антикоммунистической паранойе в США.
Облик инопланетянина сильно зависит и от того, какими намерениями обладают пришельцы, враждебные существа могут обладать устрашающим или отталкивающим обликом, например сгусток протоплазмы из фильма «Нечто», или ксеноморф из фильма Чужой. Помимо устрашающих или просто «чужих» образов, киноделы также могут прибегать к использования внешности классического грея, такие пришельцы могут выступать в отрицательном, нейтральном образе, так и в сатирическом, например в фильме «Пол: Секретный материальчик». Иная ситуация сложилась с фильмами — космическими операми, где человеческая цивилизация достаточно развита, чтобы совершать межзвёздные перелёты или общаться со внеземные цивилизациями. В таких фильмах разумные создания внеземного происхождения часто в большей или меньшей степени обладает человеческими чертами, которых играют люди с минимальным нанесением грима. Это могут быть как и совсем «человеческие» виды, как вулканцы из «Звёздного Пути», как и слизнеподобные хатты из вселенной «Звёздных Войн», при этом для таких фильмов также свойственно наделять более мирные и дружелюбные расы человеческим чертами, а враждебные — звероподобными, насекомоподобными итд.

### Фильмы-катастрофы
Среди научно-фантастических лент одна из самым популярных тем — надвигающаяся или наступающая катастрофа в эпическом масштабе. Данные фильмы часто выступают средством предупреждения против какого-либо вида деятельности, включая технологические исследования. В случае фильмов о вторжении инопланетян, существа могут быть аллюзией на иностранные враждебные державы. Фильмы бедствий, как правило подразделяются на следующие основные категории:
- Вторжение пришельцев — прибывают враждебные инопланетяне и стремятся вытеснить человечество. Они либо чрезвычайно сильны, либо очень коварны. Типичными примерами являются «Война миров» (1953), «Вторжение похитителей тел» (1956), «Скрытый враг» (1987), «День независимости» (1996), «Война миров» (2005), «День, когда Земля остановилась» (2008), «Скайлайн» (2010), «Фантом» (2011), «Битва за Лос-Анджелес» (2011), «Морской бой» (2012), «Мстители» (2012), «Человек из стали» (2013), «Тихоокеанский рубеж» (2013), «Игра Эндера» (2013), «Пиксели» (2015), «День независимости: Возрождение» (2016) и «Лига справедливости» (2017).
- Экологическая катастрофа — например, значительное изменение климата, вызванное в результате деятельности человека, массовые землетрясения, потопы, астероид или удар кометы. К фильмам, в которых использовалась эта тема, относятся «Зелёный сойлент» (1973), «Водный мир» (1995), «Столкновение с бездной» (1998), «Армагеддон» (1998), «Земное ядро: Бросок в преисподнюю» (2003), «Послезавтра» (2004), «2012» (2009), «Сквозь снег» (2013) и «Геошторм» (2017).
- Человек против технологий — обычно выражается в форме столкновения человека и всемогущего компьютера, продвинутых роботов, киборгов, нанотехнологий или же генетически модифицированных людей или животных. Среди фильмов этой категории — серия фильмов «Терминатор», трилогия «Матрицы», «Я, робот» (2004), серия фильмов «Трансформеры», «Бросок кобры» (2008) и «Превосходство» (2014).
- Ядерная война — обычно в этой форме сюжет является антиутопическим, демонстрирует мир после ядерной войны и повествует о мрачном выживании. Примеры такой сюжетной линии можно найти в фильмах «Доктор Стрейнджлав» (1964), «Планета обезьян» (1968), «Парень и его собака» (1975), «Безумный Макс» (1979), «Город Эмбер» (2008), «Книга Илая» (2010), «Обливион» (2013) и «Безумный Макс: Дорога ярости» (2015).
- Пандемия — смертельно опасное заболевание, часто вызываемое человеком, угрожающее или уничтожающее большую часть человечества массивной чумой, которая превращает людей в безумных хищных тварей, на подобии зомби или вампиров. Эта тема рассматривалась в таких фильмах, как «Штамм Андромеды» (1971), «Человек-омега» (1971), «Вирус» (1980), «12 обезьян» (1995), «28 недель спустя» (2007), «Я — легенда» (2007) и серии фильмов «Обитель зла».

### Фильмы о монстрах
Фильмы о монстрах, нападающих на города как правило не демонстрируют опасность в глобальном или эпическом масштабе. Отличие научно-фантастического фильма от фэнтези заключается в том, что в первом случае сюжет выдаёт (или, по крайней мере, псевдонаучное) научное обоснование существования монстра, или же сам монстр является результатом научных экспериментов. Часто монстр научно-фантастического фильма создаётся, пробуждается или «развивается» из-за махинаций «безумного учёного», ядерной аварии или неудачного научного эксперимента. Типичные примеры включают в себя «Чудовище с глубины 20 000 саженей» (1953), фильмы «Парк Юрского периода», «Монстро», «Тихоокеанский рубеж», фильмы «Кинг Конг» и «Годзилла».

### Изучение психологии и личности
Научно-фантастические фильмы часто углубляются в изучение психологических аспектов человека — того, что «делает нас людьми», особенно с 1980-х годов вместе с развитием домашних компьютерных, мобильных технологий и интернета. Например фильм «Бегущий по лезвию» был среди таких фильмов, который задался подобным вопросом. Примерно в это же время, фильм «Робокоп» изображал идею создания киборга — робота, оснащённого перепрограммированным мозгом некогда живого человека. Идея переноса мозга не была совершенно новой для научно-фантастического фильма, поскольку концепция «безумного учёного», переносящего человеческий разум в другое тело, так же стара, как и роман о Франкенштейне XIX века. Однако начиная с конца XX века данная концепция была заменена на идею того, что некая богатая корпорация финансирует эксперименты по переноса человеческого ума, например суррогаты, аватары или виртуальная реальность, геймеры.
Такие фильмы, как «Вспомнить всё», популяризировали идею сюжета, в котором исследуется концепция перепрограммирования человеческого разума. Тема «промывания мозгов» исследовалась в нескольких фильмах шестидесятых и семидесятых годов, включая «Заводной апельсин» и «Маньчжурский кандидат», данные события совпали с секретными экспериментами, проводимыми американским правительством в реальной жизни в рамках проекта «МК-Ультра» . Добровольное стирание памяти далее исследуется в качестве основной темы в таких фильмах, как «Час расплаты» и «Вечное сияние чистого разума». Некоторые фильмы, такие как «Области тьмы», исследуют концепцию улучшения сознания. Аниме-сериал «Эксперименты Лэйн» также исследует идею перепрограммируемой реальности и памяти.
Идея, что сознание человека может быть воплощено в виде программы в компьютере или мире симуляции, была ключевым элементом фильма «Трон». Данная концепция будет дополнительно изучена в фильмах «Газонокосильщик», «Превосходство» и «Первому игроку приготовиться», обратная концепция была показана в фильме «Виртуозность», где компьютерные программы стремились стать реальными людьми. В серии фильмов «Матрица», люди не подозревали, что находятся виртуальной реальности, которая представляла собой тюрьму для человечества, управляемой интеллектуальными машинами. В таких фильмах, как «Экзистенция», «Тринадцатый этаж» и «Начало» природа реальности и виртуальная смешиваются без чётких границ.
Телекинез и телепатия показаны в таких фильмах, как «Звёздные войны», «Последняя мимзи», «Ведьмина гора», «Хроника» и «Люси», а предвидение — в фильме «Особое мнение».

### Роботы
Роботы стали частью научной фантастики с тех пор, как чешский драматург Карел Чапек придумал это слово в 1921 году. В ранних фильмах роботов обычно играли человеческие актёры в квадратном металлическом костюме. Первым таким известным персонажем стала женщина-робот из фильма «Метрополис». Первым роботом, наделённым разумом принято считать Горта из фильма «День, когда остановилась Земля».
Роботы в фильмах часто чувствительны, а иногда и сентиментальны, и они играют различные роли в научно-фантастических фильмах. Они как правило выступают в роли помощников в таких фильмах, как например Робби Робот в фильме «Запретная планета», Дейта из сериала «Звёздный путь», C-3PO и R2-D2 из «Звёздных Войн», Джарвиз из серии фильмов о Железном человеке.
Помимо этого, роботы часто выступали грозными злодеями или монстрами в таких фильмах, как терминаторы в серии фильмов «Терминатор», «Бегство Логана» (1976), HAL 9000 в фильме «Космическая одиссея 2001 года», ARIIA в фильме «На крючке», стражи в фильме «Люди Икс: Дни минувшего будущего», боевые дроиды в «Звёздных войнах» итд. В некоторых случаях роботы даже выступали главными героями в научно-фантастических фильмах; в фильме «Бегущий по лезвию» (1982) многие персонажи являются «репликантами», также главные герои-роботы показаны в мультфильмах «ВАЛЛ-И» (2008), «Астро Бой» (2009), «Город героев» (2014) и «Призрак в доспехах» (2017).
Такие фильмы, как «Двухсотлетний человек», «Искусственный разум», «Робот по имени Чаппи» и «Из машины», изображали эмоциональные выпады роботов, которые осознают себя как личность. Другие фильмы, такие как «Аниматрица» («Второе возрождение»), рассказывают о последствиях массового производства самоосознающихся андроидов, когда в результате глобальной войны человечество вынуждено было уступить первенство цивилизации роботов.
Одна из популярных тем в научно-фантастическом фильме — заменят ли когда-нибудь роботы человека? Данный вопрос ставится например в фильме «Я, робот», а также в ленте «Живая сталь» (в спорте). Также обыгрывается идея враждебных роботов, развивающих мотивацию защиты себя от человечества, а затем его захвата и уничтожения, как это изображено в фильмах о «Терминаторе», «Трансформерах» или «Мстители: Эра Альтрона». Другая тема — удалённое телеприсутствие через андроидов, как показано в «Суррогатах» и «Железном человеке 3».
Роботы огромных размеров также играют свою роль в фантастических фильмах, например в трансформерах или Тихоокеанском рубеже. Такие фильмы как правило это экшн-боевики и адаптации популярных сериалов, таких, как например Вольтрон или Роботек. Некоторые фильмы также прибегали к идее микроскопических, нанороботов, например в нанозонды Боргов в «Звёздном Пути», или наниты в фильме «Я, Робот».

### Путешествие во времени
Концепция путешествия во времени — путешествия назад и вперёд во времени, всегда была популярной темой в научно-фантастических фильмах и научно-фантастических телесериалах. Путешествие во времени часто связано с такими темами, как изображение антиутопии, апокалиптического или постапокалиптического сценария. Перемещение во времени часто косвенно связано с холодной войной, предупреждением о катастрофических событиях и наступлении ядерной войны. Путешествие во времени обычно включает в себя использование некоторых передовых технологий, таких как классическая машина времени в таких фильмах, как успешная трилогия «Назад в будущее», «Невероятные приключения Билла и Теда», серия фильмов «Терминатор», «Дежа вю» (2006), «Исходный код» (2011), «Грань будущего» (2014) и «Земля будущего» (2015). Другие фильмы, такие как «Планета обезьян», «В ловушке времени» (2003) и «Последняя Мимзи Вселенной» (2007), объясняют возможность путешествия во времени специальной теорией относительности (которая может возникнуть например, если космический корабль движется со скоростью света) и червоточинами. В некоторых фильмах персонажи могут путешествовать во времени благодаря своей сверх-способности, или предмету с источником силы например в фильмах «Донни Дарко», «Господин Никто», «Эффект бабочки» и «Люди Икс: Дни минувшего будущего».
В более традиционных фильмах о путешествиях во времени используются технологии, позволяющие оживить объекты прошлого в настоящем или объекты настоящего, находящиеся в будущем. Фильм Человек из Льда (1984) рассказывает историю реанимации замороженного неандертальца. В фильме «Беглец» (1992) показано путешествие во времени, используемое для того, чтобы перенести жертв ужасной смерти на долю секунды раньше их смерти, а затем использовать их тела для запасных частей.
Общей темой в фильме о путешествиях во времени является парадоксальная природа путешествий во времени. Во французском фильме «Взлётная полоса» режиссёр Крис Маркер изображает самореализующийся аспект человека, способного видеть своё будущее, показывая ребёнка, который стал свидетелем смерти своей будущей личности. «Взлётная полоса» стала источником вдохновения для фильма «12 обезьян» (1995) режиссёра Терри Гиллиама о путешествиях во времени, памяти и безумии. Серии фильмов «Назад в будущее» и «Машина времени» делают ещё один шаг вперёд и исследуют результаты изменения прошлого, в то время как в «Звёздном пути: Первый контакт» (1996) и «Звёздный путь» (2009) экипаж должен спасти Землю от изменения её прошлого с помощью путешествующих во времени киборгов и инопланетных рас.

## Жанр как социальный комментарий
Так как действие научно-фантастического фильма не ограничено временем, местом и может даже затрагивать альтернативную вселенную, режиссёры и сценаристы часто используют данный жанр для затрагивания разного рода социальных комментариев по поводу возможных непредвиденных проблем будущего. Вымышленная обстановка фильма позволяет глубже изучить и отразить представленные идеи с точки зрения зрителя, наблюдающего за отдалёнными событиями. Большинство спорных вопросов в научно-фантастических фильмах имеют тенденцию делиться на две основные сюжетные линии, утопические или антиутопические, предполагающие, что общество станет либо лучше, либо хуже в будущем. Большинство научно-фантастических фильмов попадают в категорию антиутопий.
Одновременно социальные комментарии и спорные темы, представленные в научно-фантастических фильмах, как правило отражают социальные проблемы, актуальные для периода создания фильма. Ранние научно-фантастические фильмы выражали опасения по поводу замены рабочих мест и дегуманизации общества с помощью науки и техники. Например фильм «Человек в белом костюме» 1951 года выпуска использовал жанр научной фантастики, как способ для высмеивания послевоенного британского консервативного «истеблишмента», промышленных капиталистов и профсоюзов. Другими примерами является искусственный интеллект HAL 9000 из фильма 1968 года выпуска «Космическая одиссея 2001 года». Данный ИИ управляет шаттлом, а позже избирательно избавляется от членов экипажа. Через данный фильм режиссёр Стэнли Кубрик предупреждает о том, что искусственный интеллект в будущем может составить конкуренцию человечеству и его необходимо держать под контролем. Более поздние фильмы затрагивают темы экологических, техногенных катастроф, последствий перенаселения и то, как вышеописанные факторы повлияют на жизнь главных героев (например, «Зелёный сойлент», «Элизиум — рай не на Земле»).
Фильмы о монстрах 1950-х годов, такие, как например «Годзилла» эксплуатировали страх населения перед ядерной войной, «коммунистической угрозой» и холодной войной. В 1970-е года научно-фантастические фильмы также отражали антипатриотический и антимилитаристский общественный настрой в США, например такие фильмы, как «Молчаливый бег» и «Тёмная звезда» представляли концепцию «хиппи в космосе» в противовес милитаристским образам, традиционным для фильмов о космических полётах. Стэнли Кубрик в своём фильме «Заводной Апельсин» изображал ужасающее видение молодёжной культуры будущего, изображая банду главных героев как убийц и насильников, и через фильм пытался донести, что в конце концов источником бед являются не бандиты, а взрастившее их жестокое и равнодушное общество.
Фильм «Бегство Логана» 1976 года выпуска изобразил футуристическое постапокалиптическое общество свингеров, практиковавшее эвтаназию как форму контроля над численностью населения, фильм Степфордские жёны предвидел реакцию на женские освободительные движения. Фильм «Враг Мой» пытался донести до зрителя, что враг, «которого мы ненавидим», часто «похож на нас» и имеет схожие ценности несмотря на поверхностные различия.
Современные научно-фантастические фильмы продолжают исследовать социальные и политические проблемы. Одним из примеров является «Особое мнение» (2002), вышедший через несколько месяцев после террористических атак 11 сентября 2001 года, и посвящённый вопросам полицейских полномочий, неприкосновенности частной жизни и гражданских свобод в ближайшем будущем Соединённых Штатов. В некоторых фильмах, таких как «Остров» (2005) и «Не отпускай меня» (2010) рассматриваются проблемы, связанные с клонированием людей.
В последние десятилетия такие события как война на Ближнем Востоке[какая?], международный терроризм, страх птичьего гриппа и антииммиграционные законы США нашли своё отражение в идеях современных кинематографистов. Например, «V значит Вендетта» (2005) представляет собой антифашистский памфлет, черпавший своё вдохновение, в том числе, от дискуссий вокруг Патриотического акта США и последствий войны против терроризма. Другие научно-фантастические киноленты, такие как «Дитя человеческое» (2006), «Район № 9» (2009) и Элизиум — рай не на Земле (2013), затрагивали разные социальные вопросы, такие как ксенофобия, пропаганда и когнитивный диссонанс. «Аватар» 2009 года выпуска затрагивал такие темы как колониализм, экологическую катастрофу и алчность корпораций, добывающих природные ресурсы.